# Liste des transferts NBA saison 2020-2021
Pour un article plus général, voir Saison NBA 2020-2021.
Cette page présente la liste des transferts et mouvements de personnels de la NBA durant la saison 2020-2021.

## Retraites

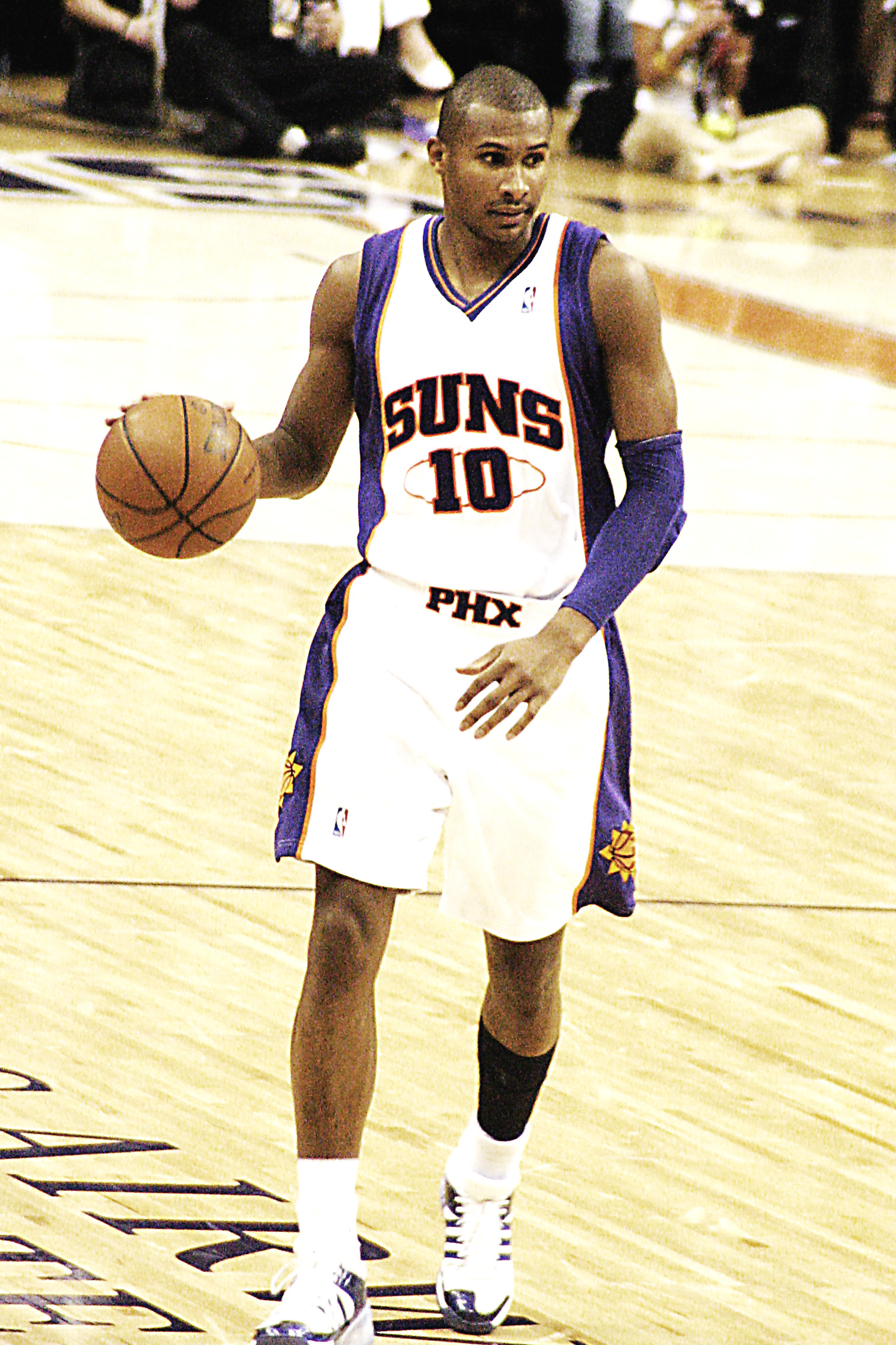
Leandro Barbosa sous le maillot des Suns de Phoenix.

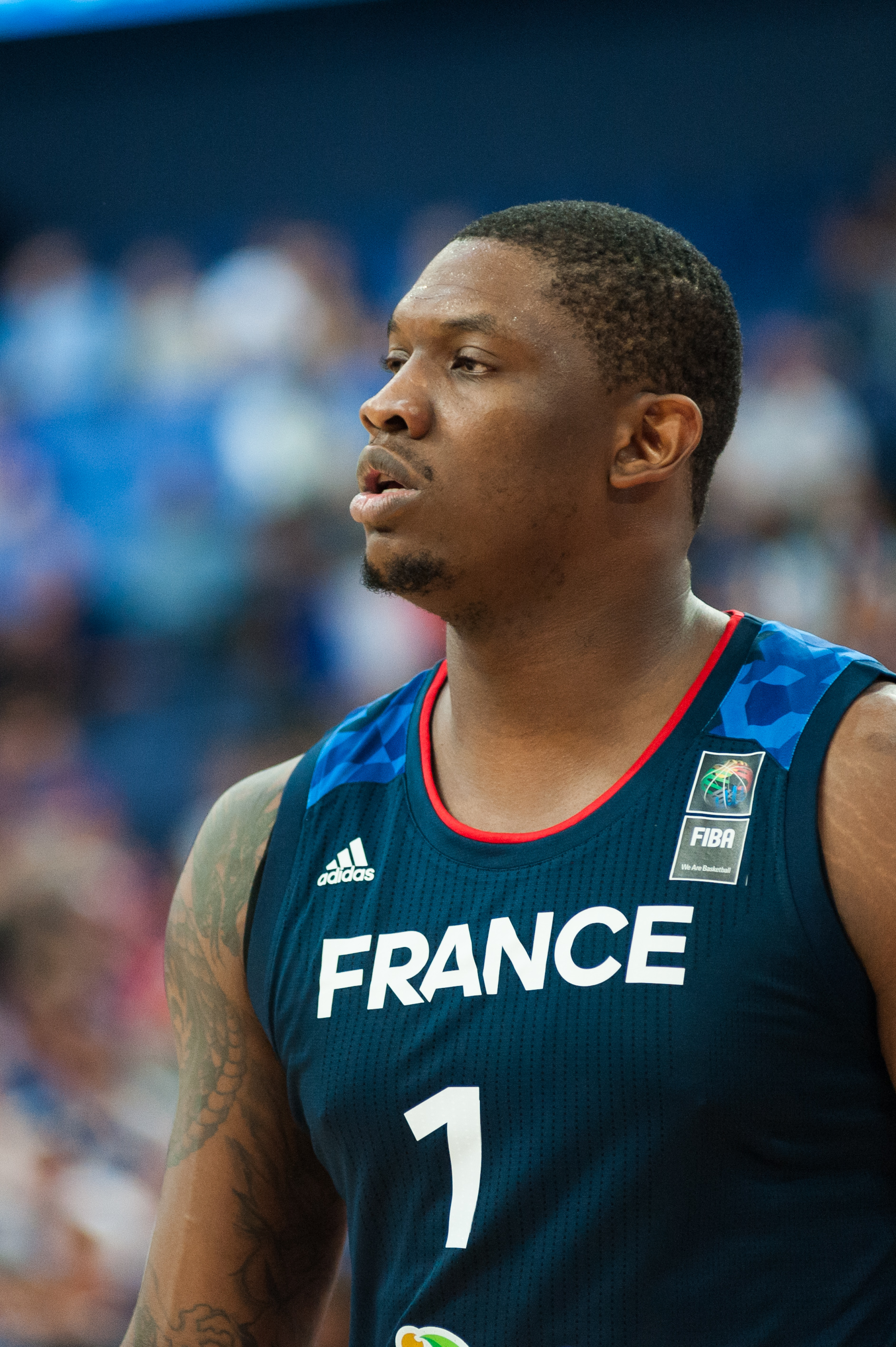
Kevin Séraphin avec l'équipe de France.

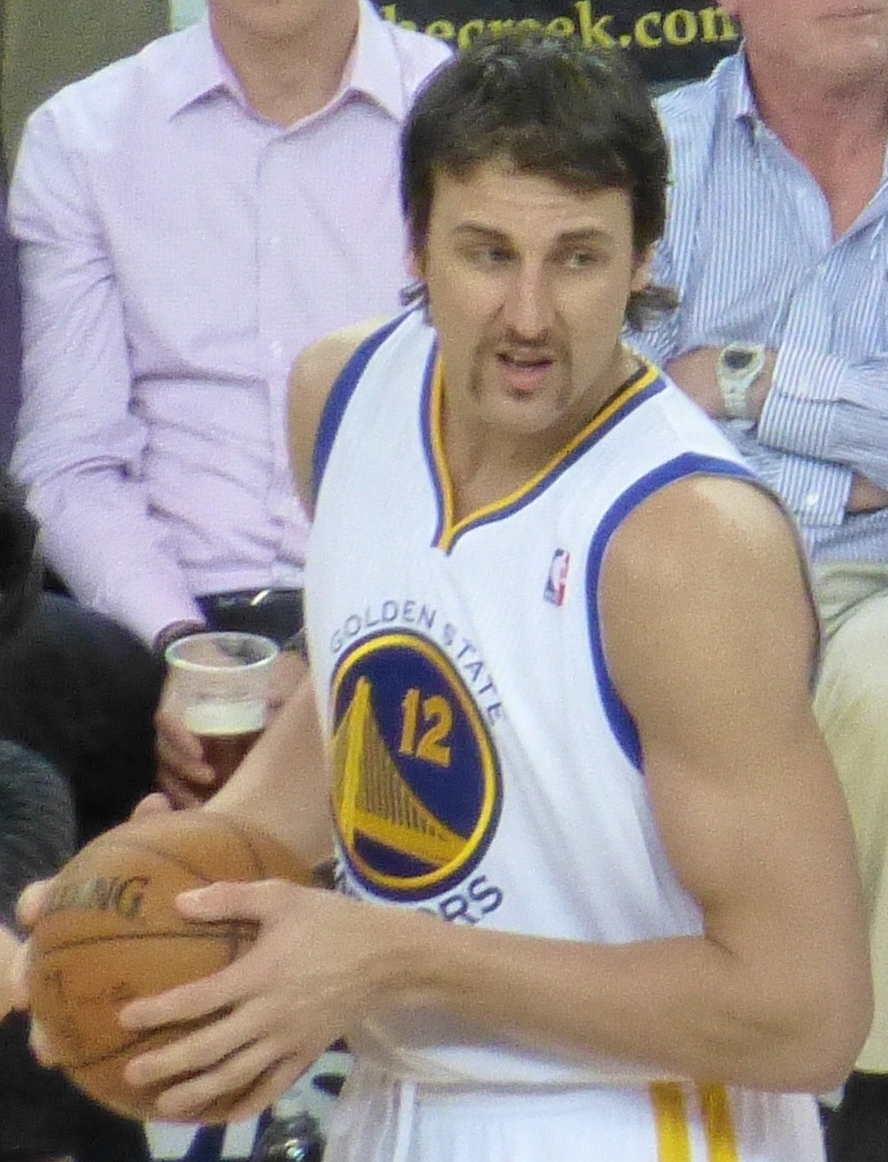
Andrew Bogut sous les couleurs des Warriors de Golden State.

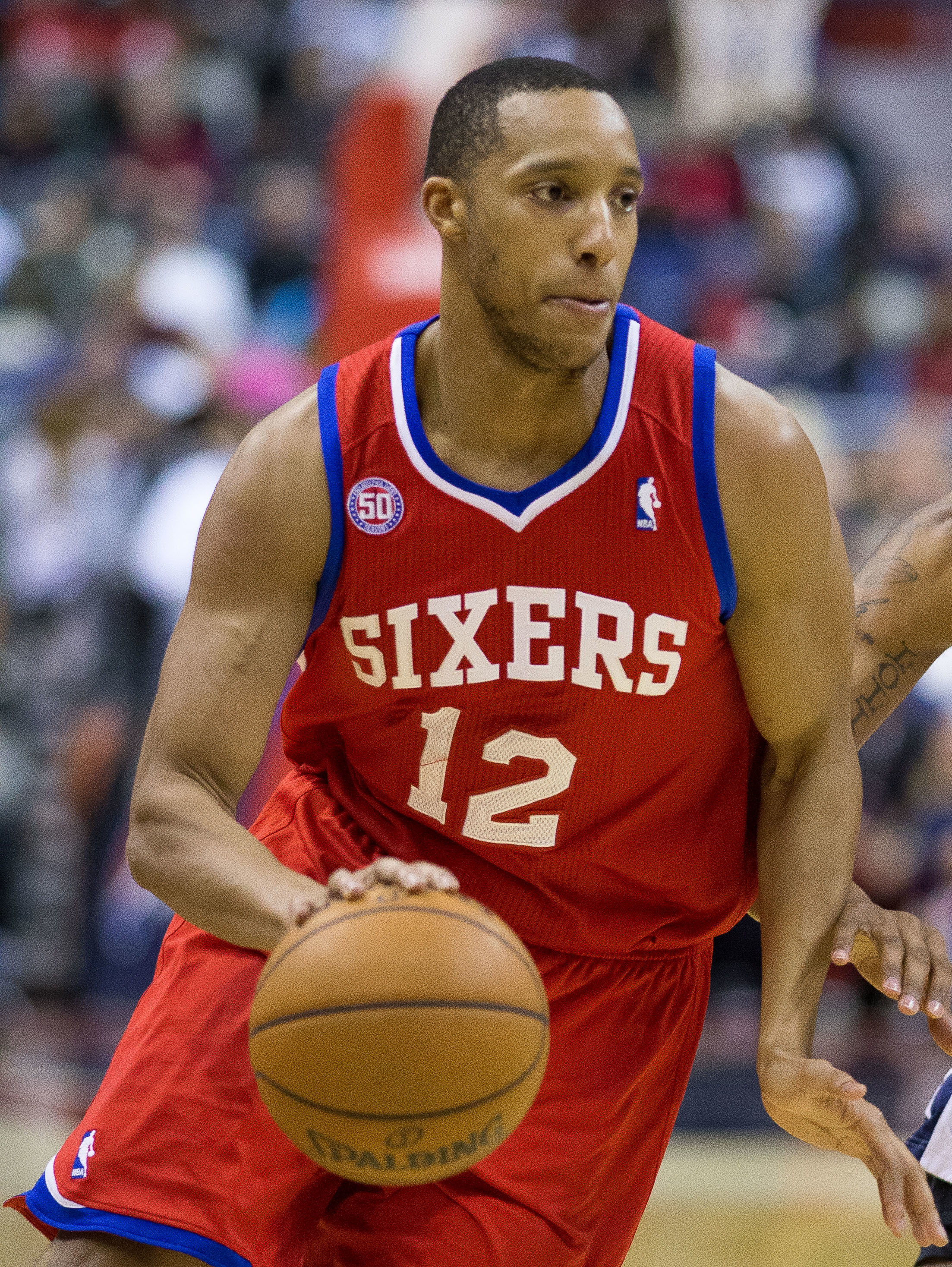
Evan Turner sous le maillot des 76ers de Philadelphie.

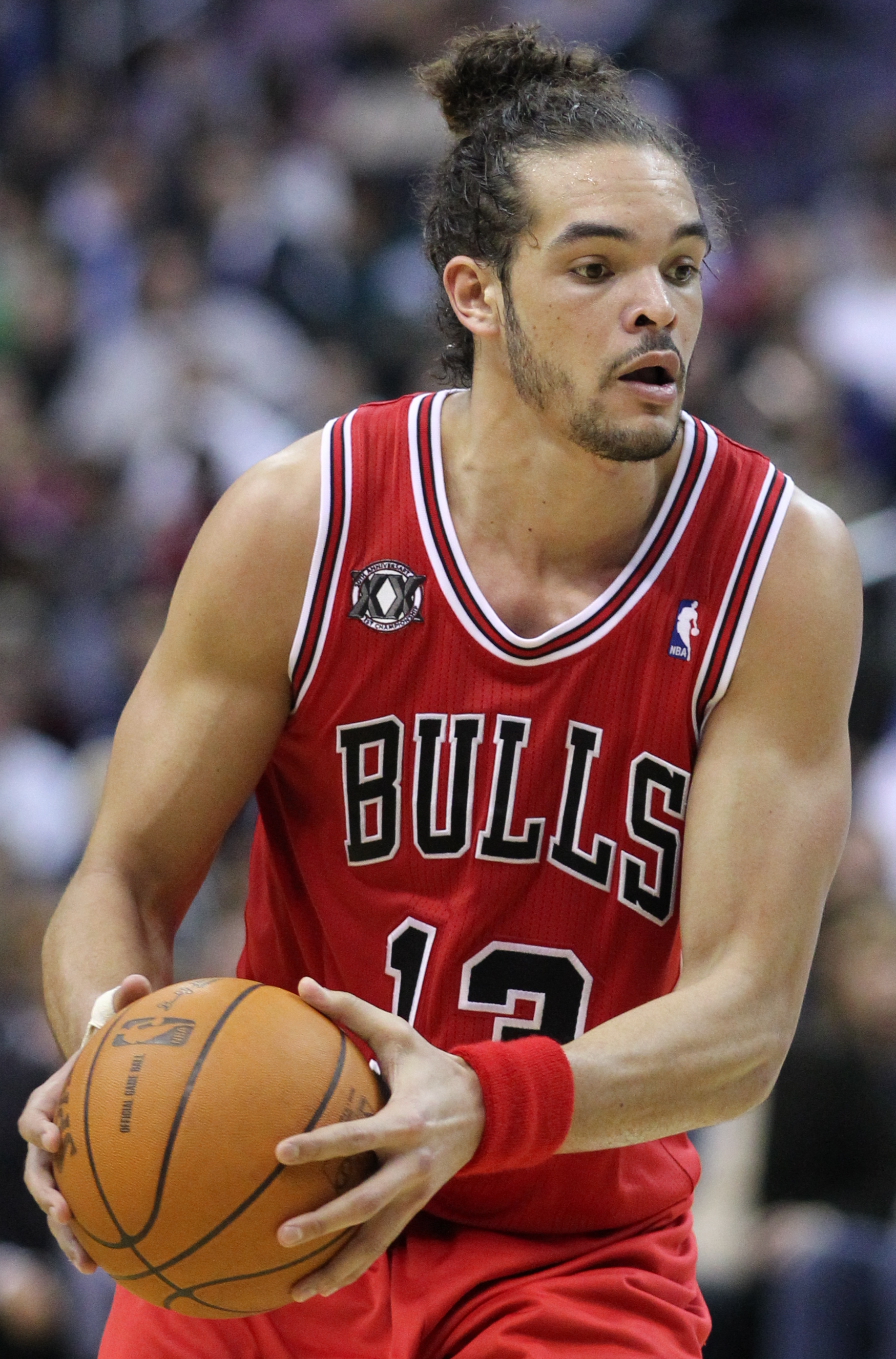
Joakim Noah sous le maillot des Bulls de Chicago.

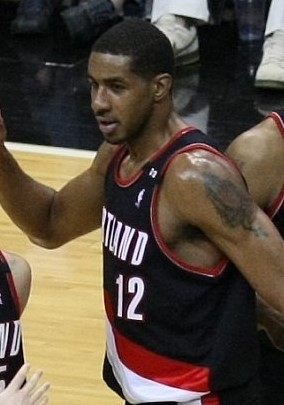
LaMarcus Aldridge sous le maillot des Trail Blazers de Portland.

| Date         | Nom               | Équipes | Âge | Palmarès | Ref.   |
| ------------ | ----------------- | --- | --- | --- | ------ |
| 8 septembre  | Marvin Williams   | Hawks d'Atlanta (2005-2012) Jazz de l'Utah (2012-2015) Hornets de Charlotte (2015-2020) Bucks de Milwaukee (2020) | 34  | NBA All-Rookie Second Team (2006) | [ 1 ]  |
| 14 septembre | Leandro Barbosa   | Suns de Phoenix (2003-2010) Raptors de Toronto (2010-2012) Pacers de l'Indiana (2012) Celtics de Boston (2012-2013) Wizards de Washington (2013) Suns de Phoenix (2014) Warriors de Golden State (2014-2016) Suns de Phoenix (2016-2017)                                                          | 37  | Champion NBA (2015) NBA Sixth Man of the Year (2007)                                                                                                  | [ 2 ]  |
| 24 octobre   | Kevin Séraphin    | Wizards de Washington (2010-2015) Knicks de New York (2015-2016) Pacers de l'Indiana (2016-2017) | 30  | | [ 3 ]  |
| 16 novembre  | Corey Brewer      | Timberwolves du Minnesota (2007-2011) Mavericks de Dallas (2011) Nuggets de Denver (2011-2013) Timberwolves du Minnesota (2013-2014) Rockets de Houston (2014-2017) Lakers de Los Angeles (2017-2018) Thunder d'Oklahoma City (2018) 76ers de Philadelphie (2019) Kings de Sacramento (2019-2020) | 34  | Champion NBA (2011) | [ 4 ]  |
| 18 novembre  | Dorell Wright     | Heat de Miami (2004-2010) Warriors de Golden State (2010-2012) 76ers de Philadelphie (2012-2013) Trail Blazers de Portland (2013-2015) Heat de Miami (2016) | 34  | Champion NBA (2006) | [ 5 ]  |
| 25 novembre  | Aaron Brooks      | Rockets de Houston (2007-2011) Suns de Phoenix (2011) Kings de Sacramento (2011-2013) Rockets de Houston (2013-2014) Nuggets de Denver (2014) Bulls de Chicago (2014-2016) Pacers de l'Indiana (2016-2017) Timberwolves du Minnesota (2017-2018)                                                  | 35  | NBA Most Improved Player (2010) | [ 6 ]  |
| 30 novembre  | Andrew Bogut      | Bucks de Milwaukee (2005-2012) Warriors de Golden State (2012-2016) Mavericks de Dallas (2016-2017) Cavaliers de Cleveland (2017) Lakers de Los Angeles (2017-2018) Warriors de Golden State (2019)                                                                                               | 36  | Champion NBA (2015) All-NBA Third Team (2010) NBA All-Defensive Second Team (2015) NBA All-Rookie First Team (2006)                                   | [ 7 ]  |
| 30 novembre  | Evan Turner       | 76ers de Philadelphie (2010-2014) Pacers de l'Indiana (2014) Celtics de Boston (2014-2016) Trail Blazers de Portland (2016-2019) Hawks d'Atlanta (2019-2020) | 32  | | [ 8 ]  |
| 1er mars     | Joakim Noah       | Bulls de Chicago (2007-2015) Knicks de New York (2015-2017) Grizzlies de Memphis (2018) Clippers de Los Angeles (2019) | 36  | NBA Defensive Player of the Year (2014) All-NBA First Team (2014) 2x NBA All-Defensive First Team (2013, 2014) NBA All-Defensive Second Team (2011)   | [ 9 ]  |
| 31 mars      | Thabo Sefolosha   | Bulls de Chicago (2006-2009) Thunder d'Oklahoma City (2009-2014) Hawks d'Atlanta (2014-2017) Jazz de l'Utah (2017-2019) Rockets de Houston (2019-2020) | 36  | NBA All-Defensive Second Team (2010) | [ 10 ] |
| 15 avril     | LaMarcus Aldridge | Trail Blazers de Portland (2006-2015) Spurs de San Antonio (2015-2021) Nets de Brooklyn (2021) | 35  | 7x NBA All-Star (2012-2016, 2017, 2018) 2x All-NBA Second Team (2015, 2018) 3x All-NBA Third Team (2011, 2014, 2016) NBA All-Rookie First Team (2007) | [ 11 ] |

## Encadrement

### Entraîneurs

#### Avant-saison
| Date de départ | Équipe                          | Ancien entraîneur       | Raison départ  | Date de signature | Nouvel entraîneur | Dernier poste occupé                                                         | Ref.   |
| -------------- | ------------------------------- | ----------------------- | -------------- | ----------------- | ----------------- | ---------------------------------------------------------------------------- | ------ |
| 30 juillet     | Knicks de New York              | Mike Miller (intérim)   | Remplacé       | 30 juillet        | Tom Thibodeau     | Timberwolves du Minnesota (Entraîneur principal, 2016-2019)                  | [ 12 ] |
| 14 août        | Bulls de Chicago                | Jim Boylen              | Licencié       | 22 septembre      | Billy Donovan     | Thunder d'Oklahoma City (Entraîneur principal, 2015-2020)                    | ,      |
| 15 août        | Pelicans de La Nouvelle-Orléans | Alvin Gentry            | Licencié       | 21 octobre        | Stan Van Gundy    | Pistons de Détroit (Entraîneur principal, 2014-2018)                         | ,      |
| 24 août        | 76ers de Philadelphie           | Brett Brown             | Licencié       | 1er octobre       | Doc Rivers        | Clippers de Los Angeles (Entraîneur principal, 2013-2020)                    | ,      |
| 26 août        | Pacers de l'Indiana             | Nate McMillan           | Licencié       | 20 octobre        | Nate Bjorkgren    | Raptors de Toronto (Entraîneur assistant, 2018-2020)                         | ,      |
| 3 septembre    | Nets de Brooklyn                | Jacque Vaughn (intérim) | Remplacé       | 3 septembre       | Steve Nash        | Warriors de Golden State (Consultant en développement de joueurs, 2015-2020) | [ 21 ] |
| 8 septembre    | Thunder d'Oklahoma City         | Billy Donovan           | Fin de contrat | 11 novembre       | Mark Daigneault   | Thunder d'Oklahoma City (Entraîneur assistant, 2019-2020)                    | ,      |
| 13 septembre   | Rockets de Houston              | Mike D'Antoni           | Fin de contrat | 28 octobre        | Stephen Silas     | Mavericks de Dallas (Entraîneur assistant, 2018-2020)                        | ,      |
| 28 septembre   | Clippers de Los Angeles         | Doc Rivers              | Licencié       | 15 octobre        | Tyronn Lue        | Clippers de Los Angeles (Entraîneur assistant, 2019-2020)                    | ,      |

#### Durant la saison
| Date de départ | Équipe                    | Ancien entraîneur | Raison départ | Date de signature | Nouvel entraîneur       | Dernier poste occupé                                 | Ref.   |
| -------------- | ------------------------- | ----------------- | ------------- | ----------------- | ----------------------- | ---------------------------------------------------- | ------ |
| 22 février     | Timberwolves du Minnesota | Ryan Saunders     | Licencié      | 22 février        | Chris Finch             | Raptors de Toronto (Entraîneur assistant, 2020-2021) | [ 28 ] |
| 1er mars       | Hawks d'Atlanta           | Lloyd Pierce      | Licencié      | 1er mars          | Nate McMillan (intérim) | Hawks d'Atlanta (Entraîneur assistant, 2020-2021)    | [ 29 ] |

### Manager Général

#### Avant-saison
| Date         | Équipe              | Ancien manager géneral | Raison du départ | Nouveau manager général | Dernier poste occupé                                                             | Ref.   |
| ------------ | ------------------- | ---------------------- | ---------------- | ----------------------- | -------------------------------------------------------------------------------- | ------ |
| 14 août      | Kings de Sacramento | Vlade Divac            | Démission        | Joe Dumars (intérim)    | Kings de Sacramento (Conseillé spécial du Manager Général 2019-2020)             | [ 30 ] |
| 17 septembre | Kings de Sacramento | Joe Dumars (intérim)   | Fin d'intérim    | Monte McNair            | Rockets de Houston (Assistant du Manager Général 2018-2020)                      | [ 31 ] |
| 15 octobre   | Rockets de Houston  | Daryl Morey            | Démission        | Rafael Stone            | Rockets de Houston (Vice président exécutif des opérations basketball 2019-2020) | [ 32 ] |

## Joueurs

### Échanges
| Novembre                       | Novembre | Novembre | Novembre |
| ------------------------------ | --- | --- | -------- |
| 16 novembre                    | Vers le Thunder d'Oklahoma City - Ty Jerome - Jalen Lecque - Kelly Oubre - Ricky Rubio - Premier tour de draft 2022 (protégé) | Vers les Suns de Phoenix - Chris Paul - Abdel Nader | [ 33 ]   |
| 18 novembre (Jour de la draft) | Vers les Knicks de New York - Premier tour de draft 2020 (#23) - Droits sur Ante Tomić (2008 #44) | Vers le Jazz de l'Utah - Premier tour de draft 2020 des Clippers (#27) - Second tour de draft 2020 des Hornets (#38) | [ 34 ]   |
| 18 novembre (Jour de la draft) | Vers les Bucks de Milwaukee - Second tour de draft 2020 (#45) | Vers le Magic d'Orlando - Second tour de draft 2022 (protégé) - Second tour de draft 2026 | [ 35 ]   |
| 18 novembre (Jour de la draft) | Vers les Mavericks de Dallas - Josh Richardson - Droits sur Tyler Bey (#36) | Vers les 76ers de Philadelphie - Seth Curry | [ 36 ]   |
| 18 novembre (Jour de la draft) | Vers les Pelicans de La Nouvelle-Orléans - Second tour de draft 2022 - Compensation financière | Vers le Jazz de l'Utah - Droits sur Elijah Hughes (#39) | [ 37 ]   |
| 18 novembre (Jour de la draft) | Vers les Bucks de Milwaukee - Droits sur İlkan Karaman (2012 #57) | Vers les Cavaliers de Cleveland - Suppression de la protection sur le premier tour de draft 2022 - Second tour de draft 2025 | [ 38 ]   |
| 19 novembre                    | Vers les Hornets de Charlotte - Droits sur Nick Richards (#42) | Vers les Pelicans de La Nouvelle-Orléans - Second tour de draft 2024 | [ 39 ]   |
| 19 novembre                    | Vers le Thunder d'Oklahoma City - Danny Green - Droits sur Jaden McDaniels (#28) | Vers les Lakers de Los Angeles - Dennis Schröder | [ 40 ]   |
| 19 novembre                    | Vers les Grizzlies de Memphis - Droits sur Xavier Tillman (#35) | Vers les Kings de Sacramento - Droits sur Robert Woodard II (#40) - Second tour de draft 2022 | [ 41 ]   |
| 19 novembre                    | Vers le Thunder d'Oklahoma City - Admiral Schofield - Droits sur Vít Krejčí (#37) | Vers les Wizards de Washington - Droits sur Cassius Winston (#53) - Second tour de draft 2024 des Grizzlies | [ 42 ]   |
| 19 novembre                    | Vers les Celtics de Boston - Second tour de draft 2021 (protégé) | Vers le Thunder d'Oklahoma City - Vincent Poirier - Compensation financière | [ 43 ]   |
| 19 novembre                    | Vers les Clippers de Los Angeles - Droits sur Daniel Oturu (#33) | Vers les Timberwolves du Minnesota - Droits sur Mathias Lessort (2017 #50) - Second tour de draft 2023 des Pistons | [ 44 ]   |
| 19 novembre                    | Échange à trois équipes | Échange à trois équipes | [ 45 ]   |
| 19 novembre                    | Vers les Nets de Brooklyn - Landry Shamet (Des Clippers) - Bruce Brown (Des Pistons) - Droits sur Reggie Perry (#57) (Des Clippers) | Vers les Clippers de Los Angeles - Luke Kennard (Des Pistons) - Justin Patton (Des Pistons) - Droits sur Jay Scrubb (#55) (Des Nets) - Second tour de draft 2023 de Portland (Des Pistons) - Second tour de draft 2024 (Des Pistons) - Second tour de draft 2025 (Des Pistons) - Second tour de draft 2026 (Des Pistons)                                                                                  | [ 45 ]   |
| 19 novembre                    | Vers les Pistons de Détroit - Džanan Musa (Des Nets) - Rodney McGruder (Des Clippers) - Droits sur Saddiq Bey (#19) (Des Nets) - Droits sur Jaylen Hands (2019 #56) (Des Nets) - Second tour de draft 2021 (Des Nets) - Compensation financière (Des Clippers) | | [ 45 ]   |
| 20 novembre                    | Échange à trois équipes | Échange à trois équipes | [ 46 ]   |
| 20 novembre                    | Vers les Knicks de New York - Droits sur Immanuel Quickley (#25) (Du Thunder) - Droits sur Mathias Lessort (2017 #50) (Des Timberwolves) - Second tour de draft 2023 des Pistons (Des Timberwolves) | Vers le Thunder d'Oklahoma City - James Johnson (Des Timberwolves) - Droits sur Aleksej Pokuševski (#17) (Des Timberwolves) - Second tour de draft 2024 (Des Timberwolves) | [ 46 ]   |
| 20 novembre                    | Vers les Timberwolves du Minnesota - Ricky Rubio (Du Thunder) - Droits sur Leandro Bolmaro (#23) (Des Knicks) - Droits sur Jaden McDaniels (#28) (Des Timberwolves) | | [ 46 ]   |
| 20 novembre                    | Échange à trois équipes | Échange à trois équipes | [ 47 ]   |
| 20 novembre                    | Vers les Grizzlies de Memphis - Mario Hezonja (Des Trail Blazers) - Droits sur Desmond Bane (#30) (Des Celtics) | Vers les Trail Blazers de Portland - Enes Kanter (Des Celtics) - Compensation financière (Des Grizzlies) | [ 47 ]   |
| 20 novembre                    | Vers les Celtics de Boston - Second tour de draft 2023 (Des Grizzlies) - Second tour de draft 2025 (Des Grizzlies) | | [ 47 ]   |
| 20 novembre                    | Vers les Hawks d'Atlanta - Tony Snell - Khyri Thomas | Vers les Pistons de Détroit - Dewayne Dedmon | [ 48 ]   |
| 22 novembre                    | Vers les Trail Blazers de Portland - Robert Covington | Vers les Rockets de Houston - Trevor Ariza - Droits sur Isaiah Stewart (#16) - Premier tour de draft 2021 (protégé) | [ 49 ]   |
| 22 novembre                    | Vers les Warriors de Golden State - Kelly Oubre | Vers le Thunder d'Oklahoma City - Premier tour de draft 2021 (protégé) - Second tour de draft 2021 des Nuggets | [ 50 ]   |
| 22 novembre                    | Vers les Pistons de Détroit - Tony Bradley - Droits sur Saben Lee (#38) | Vers le Jazz de l'Utah - Compensation financière | [ 51 ]   |
| 22 novembre                    | Vers les Nuggets de Denver - Compensation financière | Vers les Pistons de Détroit - Jerami Grant (Sign and trade) - Droits sur Nikola Radičević (2015 #57) | [ 52 ]   |
| 23 novembre                    | Vers les 76ers de Philadelphie - Tony Bradley | Vers les Pistons de Détroit - Zhaire Smith | [ 53 ]   |
| 23 novembre                    | Vers les Knicks de New York - Ed Davis - Second tour de draft 2023 - Second tour de draft 2024 | Vers le Jazz de l'Utah - Compensation financière | [ 54 ]   |
| 23 novembre                    | Vers les Cavaliers de Cleveland - JaVale McGee - Second tour de draft 2026 | Vers les Lakers de Los Angeles - Jordan Bell - Alfonzo McKinnie | [ 38 ]   |
| 24 novembre                    | Échange à quatre équipes | Échange à quatre équipes | [ 55 ]   |
| 24 novembre                    | Vers les Nuggets de Denver - Droits sur R. J. Hampton (#24) (Des Bucks) | Vers les Bucks de Milwaukee - Jrue Holiday (Des Pelicans) - Droits sur Sam Merrill (#60) (Des Pelicans) | [ 55 ]   |
| 24 novembre                    | Vers les Pelicans de La Nouvelle-Orléans - Steven Adams (Du Thunder) - Eric Bledsoe (Des Bucks) - Droits d'échanger le premier tour de draft 2024 (Des Bucks) - Premier tour de draft 2025 (Des Bucks) - Droits d'échanger le premier tour de draft 2026 (Des Bucks) - Premier tour de draft 2027 (Des Bucks) | Vers le Thunder d'Oklahoma City - George Hill (Des Bucks) - Zylan Cheatham (Sign and trade) (Des Pelicans) - Josh Gray (Sign and trade) (Des Pelicans) - Darius Miller (Des Pelicans) - Kenrich Williams (Sign and trade) (Des Pelicans) - Premier tour de draft 2023 protégé (Des Nuggets) - Second tour de draft 2023 des Wizards (Des Pelicans) - Second tour de draft 2024 des Hornets (Des Pelicans) | [ 55 ]   |
| 24 novembre                    | Vers les Pistons de Détroit - Trevor Ariza - Droits sur Isaiah Stewart (#16) - Futur second tour de draft - Compensation financière | Vers les Rockets de Houston - Christian Wood (Sign and trade) - Premier tour de draft 2021 protégé - Second tour de draft 2021 des Lakers | [ 56 ]   |
| 24 novembre                    | Vers les Timberwolves du Minnesota - Ed Davis | Vers les Knicks de New York - Jacob Evans - Omari Spellman - Second tour de draft 2026 | [ 57 ]   |
| 24 novembre                    | Vers les Hawks d'Atlanta - Danilo Gallinari (Sign and trade) - Compensation financière | Vers le Thunder d'Oklahoma City - Second tour de draft 2025 protégé | [ 58 ]   |
| 25 novembre                    | Vers les Rockets de Houston - Droits sur Kenyon Martin Jr. (#52) | Vers les Kings de Sacramento - Second tour de draft 2021 des Lakers - Compensation financière | [ 59 ]   |
| 25 novembre                    | Vers les Pacers de l'Indiana - Jalen Lecque - Sall Cameron | Vers le Thunder d'Oklahoma City - T. J. Leaf - Second tour de draft 2027 | [ 60 ]   |
| 27 novembre                    | Vers les Knicks de New York - Austin Rivers (Sign and trade) - Droits sur Axel Hervelle (2005 #52) - Droits sur Tadija Dragićević (2008 #53) - Droits sur Sergio Llull (2009 #34) | Vers les Rockets de Houston - Droits sur Issuf Sanon (2018 #44) | [ 61 ]   |
| 27 novembre                    | Vers les Cavaliers de Cleveland - Rayjon Tucker - Second tour de draft 2027 | Vers le Jazz de l'Utah - Compensation financière | [ 62 ]   |
| 27 novembre                    | Échange à trois équipes | Échange à trois équipes | [ 63 ]   |
| 27 novembre                    | Vers les Mavericks de Dallas - James Johnson (Du Thunder) | Vers les Pistons de Détroit - Delon Wright (Des Mavericks) | [ 63 ]   |
| 27 novembre                    | Vers le Thunder d'Oklahoma City - Trevor Ariza (Des Pistons) - Justin Jackson (Des Mavericks) - Second tour de draft 2023 (Des Mavericks) - Second tour de draft 2026 (Des Mavericks) | | [ 63 ]   |
| 29 novembre                    | Vers les Celtics de Boston - Second tour de draft 2022 protégé | Vers les Hornets de Charlotte - Gordon Hayward (Sign and trade) - Second tour de draft 2023 - Second tour de draft 2024 | [ 64 ]   |
| Décembre                       | | |          |
| 2 décembre                     | Vers les Rockets de Houston - John Wall - Futur premier tour de draft | Vers les Wizards de Washington - Russell Westbrook | [ 65 ]   |
| 8 décembre                     | Vers le Thunder d'Oklahoma City - Al Horford - Droits sur Théo Maledon (#34) - Droits sur Vasilije Micić (2014 #52) - Premier tour de draft 2025 protégé | Vers les 76ers de Philadelphie - Terrance Ferguson - Danny Green - Vincent Poirier | [ 66 ]   |
| Janvier                        | | |          |
| 14 janvier                     | Échange à quatre équipes | Échange à quatre équipes | [ 67 ]   |
| 14 janvier                     | Vers les Nets de Brooklyn - James Harden (Des Rockets) | Vers les Cavaliers de Cleveland - Jarrett Allen (Des Nets) - Taurean Prince (Des Nets) - Droits sur Aleksandar Vezenkov (2017 #57) (Des Nets) | [ 67 ]   |
| 14 janvier                     | Vers les Rockets de Houston - Victor Oladipo (Des Pacers) - Rodions Kurucs (Nets) - Dante Exum (Des Cavaliers) - Droit d'échanger le premier tour de draft 2021 (Des Nets) - Premier tour de draft 2022 (Des Nets) - Premier tour de draft 2022 des Bucks (Des Cavaliers) - Droit d'échanger le premier tour de draft 2023 (Des Nets) - Premier tour de draft 2024 (Des Nets) - Droit d'échanger le premier tour de draft 2025 (Des Nets) - Premier tour de draft 2026 (Des Nets) - Droit d'échanger le premier tour de draft 2027 (Des Nets) | Vers les Pacers de l'Indiana - Caris LeVert (Des Nets) - Second tour de draft 2023 (Des Nets) - Second tour de draft 2024 (Des Cavaliers) - Compensation financière (Des Nets) | [ 67 ]   |
| 22 janvier                     | Vers les Rockets de Houston - Kevin Porter Jr. | Vers les Cavaliers de Cleveland - Futur second tour de draft protégé | [ 68 ]   |
| Février                        | | |          |
| 8 février                      | Vers les Pistons de Détroit - Dennis Smith Jr. - Second tour de draft 2021 | Vers les Knicks de New York - Derrick Rose | [ 69 ]   |
| Mars                           | | |          |
| 12 mars                        | Vers les Pistons de Détroit - Hamidou Diallo | Vers le Thunder d'Oklahoma City - Sviatoslav Mykhaïliouk - Second tour de draft 2027 | [ 70 ]   |
| 17 mars                        | Vers le Heat de Miami - Trevor Ariza | Vers le Thunder d'Oklahoma City - Meyers Leonard - Second tour de draft 2027 | [ 71 ]   |
| 17 mars                        | Vers les Bucks de Milwaukee - Rodions Kurucs - P. J. Tucker - Premier tour de draft 2022 (Des Bucks) | Vers les Rockets de Houston - D. J. Augustin - D. J. Wilson - Premier tour de draft 2023 - Droit d'échanger leur second tour de draft 2021 avec le premier tour de draft 2021 des Bucks (protégé) | [ 72 ]   |
| 17 mars                        | Vers les Suns de Phoenix - Torrey Craig | Vers les Bucks de Milwaukee - Compensation financière | [ 72 ]   |
| 22 mars                        | Vers les Kings de Sacramento - Mfiondu Kabengele - Compensation financière | Vers les Clippers de Los Angeles - Futur second tour de draft (protégé) | [ 73 ]   |
| 25 mars                        | Vers les Hawks d'Atlanta - Lou Williams - Second tour de draft 2023 de Portland - Second tour de draft 2027 - Compensation financière | Vers les Clippers de Los Angeles - Rajon Rondo | [ 74 ]   |
| 25 mars                        | Vers les Celtics de Boston - Evan Fournier | Vers le Magic d'Orlando - Jeff Teague - Futur second tour de draft - Futur second tour de draft | [ 75 ]   |
| 25 mars                        | Vers les Hornets de Charlotte - Bradley Wanamaker - Second tour de draft 2022 de Toronto (protégé) - Compensation financière | Vers les Warriors de Golden State - Second tour de draft 2025 (protégé) | [ 76 ]   |
| 25 mars                        | Vers les Bulls de Chicago - Al-Farouq Aminu - Nikola Vučević | Vers le Magic d'Orlando - Wendell Carter Jr. - Otto Porter - Premier tour de draft 2021 - Premier tour de draft 2023 | [ 77 ]   |
| 25 mars                        | Vers les Nuggets de Denver - JaVale McGee | Vers les Cavaliers de Cleveland - Isaiah Hartenstein - Second tour de draft 2023 (protégé) - Second tour de draft 2027 | [ 78 ]   |
| 25 mars                        | Vers les Mavericks de Dallas - J. J. Redick - Nicolò Melli | Vers les Pelicans de La Nouvelle-Orléans - Wes Iwundu - James Johnson - Second tour de draft 2021 | [ 79 ]   |
| 25 mars                        | Vers les Pistons de Détroit - Cory Joseph - Second tour de draft 2021 - Second tour de draft 2024 | Vers le Kings de Sacramento - Delon Wright | [ 80 ]   |
| 25 mars                        | Vers les Nuggets de Denver - Aaron Gordon - Gary Clark | Vers le Magic d'Orlando - R. J. Hampton - Gary Harris - Futur premier tour de draft | [ 81 ]   |
| 25 mars                        | Vers les Warriors de Golden State - Droits sur Cady Lalanne (2015 #55) | Vers les Spurs de San Antonio - Marquese Chriss - Compensation financière | [ 82 ]   |
| 25 mars                        | Vers le Heat de Miami - Victor Oladipo | Vers les Rockets de Houston - Avery Bradley - Kelly Olynyk - Droit d'échange du premier tour de draft 2022 | [ 83 ]   |
| 25 mars                        | Vers le Heat de Miami - Nemanja Bjelica | Vers les Kings de Sacramento - Maurice Harkless - Chris Silva | [ 84 ]   |
| 25 mars                        | Vers les Trail Blazers de Portland - Norman Powell | Vers les Raptors de Toronto - Rodney Hood - Gary Trent Jr. | [ 85 ]   |
| 25 mars                        | Vers les Raptors de Toronto - Second tour de draft 2021 | Vers les Kings de Sacramento - Terence Davis | [ 86 ]   |
| 25 mars                        | Échange à trois équipes | Échange à trois équipes | [ 87 ]   |
| 25 mars                        | Vers les Celtics de Boston - Luke Kornet (De Chicago) - Moritz Wagner (De Washington) | Vers les Bulls de Chicago - Troy Brown Jr. (De Washington) - Javonte Green (De Boston) - Daniel Theis (De Boston) - Compensation financière (De Boston et Washington) | [ 87 ]   |
| 25 mars                        | Vers les Wizards de Washington - Daniel Gafford (De Chicago) - Chandler Hutchison (De Chicago) | | [ 87 ]   |
| 25 mars                        | Échange à trois équipes | Échange à trois équipes | [ 88 ]   |
| 25 mars                        | Vers les Knicks de New York - Terrance Ferguson (D'Oklahoma City) - Vincent Poirier (De Philadelphie) - Droits sur Emir Preldžič (2009 #57) (De Philadelphie) - Second tour de draft 2021 (De Philadelphie) - Second tour de draft 2024 de Miami (protégé) (De Philadelphie) | Vers le Thunder d'Oklahoma City - Tony Bradley (De Philadelphie) - Austin Rivers (De New York) - Second tour de draft 2025 (De Philadelphie) - Second tour de draft 2026 (De Philadelphie) | [ 88 ]   |
| 25 mars                        | Vers les 76ers de Philadelphie - Iggy Brazdeikis (De New York) - George Hill (D'Oklahoma City) | | [ 88 ]   |

### Signatures

#### Agents libres
|  | Joueur ayant signé un contrat Exhibit 10, pour intégrer le camp d'entraînement de l'équipe |
|  | Joueur ayant signé un contrat partiellement ou non-garanti                                 |

| Joueur                      | Jour de la signature | Nouvelle équipe                                                        | Ancienne équipe                                                        | Réf.    |
| --------------------------- | -------------------- | ---------------------------------------------------------------------- | ---------------------------------------------------------------------- | ------- |
| Nicolas Batum*              | 15 novembre          | Hornets de Charlotte                                                   | Hornets de Charlotte                                                   | [ 89 ]  |
| Evan Fournier*              | 15 novembre          | Magic d'Orlando                                                        | Magic d'Orlando                                                        | [ 90 ]  |
| Otto Porter*                | 15 novembre          | Bulls de Chicago                                                       | Bulls de Chicago                                                       | [ 91 ]  |
| Tony Snell*                 | 15 novembre          | Pistons de Détroit                                                     | Pistons de Détroit                                                     | [ 92 ]  |
| DeMar DeRozan*              | 16 novembre          | Spurs de San Antonio                                                   | Spurs de San Antonio                                                   | [ 93 ]  |
| Andre Drummond*             | 17 novembre          | Cavaliers de Cleveland                                                 | Cavaliers de Cleveland                                                 | [ 94 ]  |
| Jabari Parker*              | 17 novembre          | Kings de Sacramento                                                    | Kings de Sacramento                                                    | [ 95 ]  |
| Hamidou Diallo**            | 19 novembre          | Thunder d'Oklahoma City                                                | Thunder d'Oklahoma City                                                | [ 96 ]  |
| Tim Hardaway, Jr.*          | 19 novembre          | Mavericks de Dallas                                                    | Mavericks de Dallas                                                    | [ 97 ]  |
| JaVale McGee*               | 19 novembre          | Lakers de Los Angeles                                                  | Lakers de Los Angeles                                                  | [ 98 ]  |
| Mike Muscala*               | 19 novembre          | Thunder d'Oklahoma City                                                | Thunder d'Oklahoma City                                                | [ 99 ]  |
| David Nwaba**               | 19 novembre          | Rockets de Houston                                                     | Rockets de Houston                                                     | [ 100 ] |
| Kelly Olynyk*               | 19 novembre          | Heat de Miami                                                          | Heat de Miami                                                          | [ 101 ] |
| Cameron Payne**             | 19 novembre          | Suns de Phoenix                                                        | Suns de Phoenix                                                        | [ 102 ] |
| Dwight Howard               | 21 novembre          | 76ers de Philadelphie                                                  | Lakers de Los Angeles                                                  | [ 103 ] |
| Denzel Valentine (RFA)      | 21 novembre          | Bulls de Chicago                                                       | Bulls de Chicago                                                       | [ 104 ] |
| Carmelo Anthony             | 22 novembre          | Trail Blazers de Portland                                              | Trail Blazers de Portland                                              | [ 105 ] |
| Dāvis Bertāns               | 22 novembre          | Wizards de Washington                                                  | Wizards de Washington                                                  | [ 106 ] |
| Alec Burks                  | 22 novembre          | Knicks de New York                                                     | 76ers de Philadelphie                                                  | [ 107 ] |
| Kentavious Caldwell-Pope*   | 22 novembre          | Lakers de Los Angeles                                                  | Lakers de Los Angeles                                                  | [ 108 ] |
| Goran Dragić                | 22 novembre          | Heat de Miami                                                          | Heat de Miami                                                          | [ 109 ] |
| Harry Giles                 | 22 novembre          | Trail Blazers de Portland                                              | Kings de Sacramento                                                    | [ 110 ] |
| Jerami Grant*               | 22 novembre          | Pistons de Détroit (sign and trade)                                    | Nuggets de Denver                                                      | [ 111 ] |
| Montrezl Harrell            | 22 novembre          | Lakers de Los Angeles                                                  | Clippers de Los Angeles                                                | [ 112 ] |
| Justin Holiday              | 22 novembre          | Pacers de l'Indiana                                                    | Pacers de l'Indiana                                                    | [ 113 ] |
| Rodney Hood                 | 22 novembre          | Trail Blazers de Portland                                              | Trail Blazers de Portland                                              | [ 114 ] |
| Derrick Jones Jr.           | 22 novembre          | Trail Blazers de Portland                                              | Heat de Miami                                                          | [ 115 ] |
| John Konchar (RFA) ****     | 22 novembre          | Grizzlies de Memphis                                                   | Grizzlies de Memphis                                                   | [ 116 ] |
| Meyers Leonard              | 22 novembre          | Heat de Miami                                                          | Heat de Miami                                                          | [ 117 ] |
| Robin Lopez*                | 22 novembre          | Wizards de Washington                                                  | Bucks de Milwaukee                                                     | [ 118 ] |
| Wesley Matthews*            | 22 novembre          | Lakers de Los Angeles                                                  | Bucks de Milwaukee                                                     | [ 119 ] |
| De'Anthony Melton (RFA)     | 22 novembre          | Grizzlies de Memphis                                                   | Grizzlies de Memphis                                                   | [ 120 ] |
| Raul Neto                   | 22 novembre          | Wizards de Washington                                                  | 76ers de Philadelphie                                                  | [ 121 ] |
| Jontay Porter**             | 22 novembre          | Grizzlies de Memphis                                                   | Grizzlies de Memphis                                                   | [ 122 ] |
| Avery Bradley*              | 23 novembre          | Heat de Miami                                                          | Lakers de Los Angeles                                                  | [ 123 ] |
| Jevon Carter (RFA)          | 23 novembre          | Suns de Phoenix                                                        | Suns de Phoenix                                                        | [ 124 ] |
| Zylan Cheatham**** (RFA)    | 23 novembre          | Thunder d'Oklahoma City (sign and trade)                               | Pelicans de La Nouvelle-Orléans                                        | [ 55 ]  |
| Gary Clark (RFA)            | 23 novembre          | Magic d'Orlando                                                        | Magic d'Orlando                                                        | [ 125 ] |
| Jordan Clarkson             | 23 novembre          | Jazz de l'Utah                                                         | Jazz de l'Utah                                                         | [ 126 ] |
| Pat Connaughton             | 23 novembre          | Bucks de Milwaukee                                                     | Bucks de Milwaukee                                                     | [ 127 ] |
| Drew Eubanks**** (RFA)      | 23 novembre          | Spurs de San Antonio                                                   | Spurs de San Antonio                                                   | [ 128 ] |
| Jeff Green                  | 23 novembre          | Nets de Brooklyn                                                       | Rockets de Houston                                                     | [ 129 ] |
| Josh Gray**** (RFA)         | 23 novembre          | Thunder d'Oklahoma City (sign and trade)                               | Pelicans de La Nouvelle-Orléans                                        | [ 55 ]  |
| Maurice Harkless            | 23 novembre          | Heat de Miami                                                          | Knicks de New York                                                     | [ 130 ] |
| Joe Harris                  | 23 novembre          | Nets de Brooklyn                                                       | Nets de Brooklyn                                                       | [ 131 ] |
| Markieff Morris             | 23 novembre          | Lakers de Los Angeles                                                  | Lakers de Los Angeles                                                  | [ 132 ] |
| Rajon Rondo*                | 23 novembre          | Hawks d'Atlanta                                                        | Lakers de Los Angeles                                                  | [ 133 ] |
| Bradley Wanamaker (RFA)     | 23 novembre          | Warriors de Golden State                                               | Celtics de Boston                                                      | [ 134 ] |
| Kenrich Williams (RFA)      | 23 novembre          | Thunder d'Oklahoma City (sign and trade)                               | Pelicans de La Nouvelle-Orléans                                        | [ 55 ]  |
| Dwayne Bacon (RFA)          | 24 novembre          | Magic d'Orlando                                                        | Hornets de Charlotte                                                   | [ 135 ] |
| Aron Baynes                 | 24 novembre          | Raptors de Toronto                                                     | Suns de Phoenix                                                        | [ 136 ] |
| Bol Bol****                 | 24 novembre          | Nuggets de Denver                                                      | Nuggets de Denver                                                      | [ 137 ] |
| Michael Carter-Williams     | 24 novembre          | Magic d'Orlando                                                        | Magic d'Orlando                                                        | [ 138 ] |
| Matthew Dellavedova         | 24 novembre          | Cavaliers de Cleveland                                                 | Cavaliers de Cleveland                                                 | [ 139 ] |
| Damyean Dotson (RFA)        | 24 novembre          | Cavaliers de Cleveland                                                 | Knicks de New York                                                     | [ 140 ] |
| Derrick Favors              | 24 novembre          | Jazz de l'Utah                                                         | Pelicans de La Nouvelle-Orléans                                        | [ 141 ] |
| Bryn Forbes                 | 24 novembre          | Bucks de Milwaukee                                                     | Spurs de San Antonio                                                   | [ 142 ] |
| Danilo Gallinari            | 24 novembre          | Hawks d'Atlanta                                                        | Thunder d'Oklahoma City                                                | [ 143 ] |
| Marc Gasol                  | 24 novembre          | Lakers de Los Angeles                                                  | Raptors de Toronto                                                     | [ 144 ] |
| Jakob Pöltl (RFA)           | 24 novembre          | Spurs de San Antonio                                                   | Spurs de San Antonio                                                   | [ 145 ] |
| Bobby Portis**              | 24 novembre          | Bucks de Milwaukee                                                     | Knicks de New York                                                     | [ 146 ] |
| Fred VanVleet               | 24 novembre          | Raptors de Toronto                                                     | Raptors de Toronto                                                     | [ 147 ] |
| Christian Wood              | 24 novembre          | Rockets de Houston (sign and trade)                                    | Pistons de Détroit                                                     | [ 148 ] |
| Malik Beasley (RFA)         | 25 novembre          | Timberwolves du Minnesota                                              | Timberwolves du Minnesota                                              | [ 149 ] |
| Bogdan Bogdanović (RFA)     | 25 novembre          | Hawks d'Atlanta                                                        | Kings de Sacramento                                                    | [ 150 ] |
| Chris Boucher (RFA)         | 25 novembre          | Raptors de Toronto                                                     | Raptors de Toronto                                                     | [ 136 ] |
| Sterling Brown (RFA)        | 25 novembre          | Rockets de Houston                                                     | Bucks de Milwaukee                                                     | [ 151 ] |
| Bruno Caboclo               | 25 novembre          | Rockets de Houston                                                     | Rockets de Houston                                                     | [ 152 ] |
| Torrey Craig (RFA)          | 25 novembre          | Bucks de Milwaukee                                                     | Nuggets de Denver                                                      | [ 153 ] |
| Paul Eboua                  | 25 novembre          | Heat de Miami                                                          | A.S. Stella Azzurra (Italie)                                           | [ 154 ] |
| James Ennis III*            | 25 novembre          | Magic d'Orlando                                                        | Magic d'Orlando                                                        | [ 155 ] |
| Solomon Hill                | 25 novembre          | Hawks d'Atlanta                                                        | Heat de Miami                                                          | [ 156 ] |
| Serge Ibaka                 | 25 novembre          | Clippers de Los Angeles                                                | Raptors de Toronto                                                     | [ 157 ] |
| Marcus Morris               | 25 novembre          | Clippers de Los Angeles                                                | Clippers de Los Angeles                                                | [ 158 ] |
| Nerlens Noel                | 25 novembre          | Knicks de New York                                                     | Thunder d'Oklahoma City                                                | [ 159 ] |
| Patrick Patterson           | 25 novembre          | Clippers de Los Angeles                                                | Clippers de Los Angeles                                                | [ 160 ] |
| Jae'Sean Tate               | 25 novembre          | Rockets de Houston                                                     | Sydney Kings (Australie) (non drafté en 2018)                          | [ 161 ] |
| Jake Toolson                | 25 novembre          | Jazz de l'Utah                                                         | Cougars de BYU (non drafté en 2020)                                    | [ 162 ] |
| Breein Tyree                | 25 novembre          | Heat de Miami                                                          | Rebels d'Ole Miss (non drafté en 2020)                                 | [ 163 ] |
| Devin Cannady               | 27 novembre          | Magic d'Orlando                                                        | Nets de Long Island (G League)                                         | [ 164 ] |
| Robert Franks               | 27 novembre          | Magic d'Orlando                                                        | Kings de Stockton (G League)                                           | [ 164 ] |
| Juan Hernangómez            | 27 novembre          | Timberwolves du Minnesota                                              | Timberwolves du Minnesota                                              | [ 165 ] |
| Tyler Johnson               | 27 novembre          | Nets de Brooklyn                                                       | Nets de Brooklyn                                                       | [ 166 ] |
| Austin Rivers*              | 27 novembre          | Knicks de New York (sign and trade)                                    | Rockets de Houston                                                     | [ 167 ] |
| Garrett Temple**            | 27 novembre          | Bulls de Chicago                                                       | Nets de Brooklyn                                                       | [ 168 ] |
| Jon Teske                   | 27 novembre          | Magic d'Orlando                                                        | Wolverines du Michigan (non drafté en 2020)                            | [ 164 ] |
| Noah Vonleh                 | 27 novembre          | Bulls de Chicago                                                       | Nuggets de Denver                                                      | [ 169 ] |
| Hassan Whiteside            | 27 novembre          | Kings de Sacramento                                                    | Trail Blazers de Portland                                              | [ 170 ] |
| D. J. Augustin              | 28 novembre          | Bucks de Milwaukee                                                     | Magic d'Orlando                                                        | [ 146 ] |
| Jae Crowder                 | 28 novembre          | Suns de Phoenix                                                        | Heat de Miami                                                          | [ 171 ] |
| Kris Dunn (RFA)             | 28 novembre          | Hawks d'Atlanta                                                        | Bulls de Chicago                                                       | [ 172 ] |
| Udonis Haslem               | 28 novembre          | Heat de Miami                                                          | Heat de Miami                                                          | [ 173 ] |
| DaQuan Jeffries (RFA) ****  | 28 novembre          | Kings de Sacramento                                                    | Kings de Sacramento                                                    | [ 174 ] |
| Michael Kidd-Gilchrist      | 28 novembre          | Knicks de New York                                                     | Mavericks de Dallas                                                    | [ 175 ] |
| Chimezie Metu (RFA)         | 28 novembre          | Kings de Sacramento                                                    | Spurs de San Antonio (libéré le 20 novembre)                           | [ 176 ] |
| Jahlil Tripp                | 28 novembre          | Grizzlies de Memphis                                                   | Tigers du Pacifique (non drafté en 2020)                               | [ 177 ] |
| DeAndre' Bembry (RFA)       | 29 novembre          | Raptors de Toronto                                                     | Hawks d'Atlanta                                                        | [ 178 ] |
| Amida Brimah                | 29 novembre          | Pacers de l'Indiana                                                    | Spurs d'Austin                                                         | [ 179 ] |
| Rayshaun Hammonds           | 29 novembre          | Pacers de l'Indiana                                                    | Bulldogs de la Géorgie (non drafté en 2020)                            | [ 180 ] |
| Gordon Hayward*             | 29 novembre          | Hornets de Charlotte (sign and trade)                                  | Celtics de Boston                                                      | [ 181 ] |
| Alex Len                    | 29 novembre          | Raptors de Toronto                                                     | Kings de Sacramento                                                    | [ 182 ] |
| Kelan Martin****            | 29 novembre          | Pacers de l'Indiana                                                    | Timberwolves du Minnesota                                              | [ 183 ] |
| Naz Mitrou-Long             | 29 novembre          | Pacers de l'Indiana                                                    | Mad Ants de Fort Wayne                                                 | [ 184 ] |
| Elfrid Payton               | 29 novembre          | Knicks de New York (libéré précédemment le 19 novembre)                | Knicks de New York (libéré précédemment le 19 novembre)                | [ 185 ] |
| Myles Powell                | 29 novembre          | Knicks de New York                                                     | Pirates de Seton Hall (non drafté en 2020)                             | [ 186 ] |
| JaKarr Sampson              | 29 novembre          | Pacers de l'Indiana                                                    | Pacers de l'Indiana                                                    | [ 187 ] |
| Dario Šarić (RFA)           | 29 novembre          | Suns de Phoenix                                                        | Suns de Phoenix                                                        | [ 188 ] |
| Bismack Biyombo             | 30 novembre          | Hornets de Charlotte                                                   | Hornets de Charlotte                                                   | [ 189 ] |
| Facundo Campazzo            | 30 novembre          | Nuggets de Denver                                                      | Real Madrid (Espagne)                                                  | [ 190 ] |
| Keandre Cook                | 30 novembre          | Hornets de Charlotte                                                   | Bears de Missouri State (non drafté en 2020)                           | [ 191 ] |
| Javin DeLaurier             | 30 novembre          | Hornets de Charlotte                                                   | Blue Devils de Duke (non drafté en 2020)                               | [ 191 ] |
| Wenyen Gabriel (RFA)        | 30 novembre          | Pelicans de La Nouvelle-Orléans                                        | Trail Blazers de Portland                                              | [ 192 ] |
| Langston Galloway           | 30 novembre          | Suns de Phoenix                                                        | Pistons de Détroit                                                     | [ 193 ] |
| Romaro Gill                 | 30 novembre          | Jazz de l'Utah                                                         | Pirates de Seton Hall (non drafté en 2020)                             | [ 193 ] |
| JaMychal Green*             | 30 novembre          | Nuggets de Denver                                                      | Clippers de Los Angeles                                                | [ 127 ] |
| Isaiah Hartenstein          | 30 novembre          | Nuggets de Denver                                                      | Rockets de Houston (libéré le 23 juin)                                 | [ 194 ] |
| Willy Hernangómez           | 30 novembre          | Pelicans de La Nouvelle-Orléans                                        | Hornets de Charlotte                                                   | [ 165 ] |
| Brandon Ingram (RFA)        | 30 novembre          | Pelicans de La Nouvelle-Orléans                                        | Pelicans de La Nouvelle-Orléans                                        | [ 195 ] |
| Damian Jones (RFA)          | 30 novembre          | Suns de Phoenix                                                        | Hawks d'Atlanta                                                        | [ 196 ] |
| Frank Kaminsky**            | 30 novembre          | Kings de Sacramento                                                    | Suns de Phoenix                                                        | [ 197 ] |
| Thon Maker (RFA)            | 30 novembre          | Cavaliers de Cleveland                                                 | Pistons de Détroit                                                     | [ 198 ] |
| Charles Matthews            | 30 novembre          | Cavaliers de Cleveland                                                 | Wolverines du Michigan                                                 | [ 199 ] |
| E'Twaun Moore               | 30 novembre          | Suns de Phoenix                                                        | Pelicans de La Nouvelle-Orléans                                        | [ 200 ] |
| Johnathan Motley (RFA) **** | 30 novembre          | Suns de Phoenix                                                        | Clippers de Los Angeles                                                | [ 201 ] |
| Zach Norvell Jr.            | 30 novembre          | Bulls de Chicago                                                       | Warriors de Santa Cruz (G League)                                      | [ 202 ] |
| Levi Randolph               | 30 novembre          | Cavaliers de Cleveland                                                 | Charge de Canton (G League)                                            | [ 199 ] |
| Xavier Sneed                | 30 novembre          | Hornets de Charlotte                                                   | Wildcats de Kansas State (non drafté en 2020)                          | [ 191 ] |
| Max Strus (RFA) ****        | 30 novembre          | Heat de Miami                                                          | Bulls de Chicago                                                       | [ 203 ] |
| Jeff Teague                 | 30 novembre          | Celtics de Boston                                                      | Hawks d'Atlanta                                                        | [ 204 ] |
| Tristan Thompson            | 30 novembre          | Celtics de Boston                                                      | Cavaliers de Cleveland                                                 | [ 205 ] |
| Kahlil Whitney              | 30 novembre          | Hornets de Charlotte                                                   | Wildcats du Kentucky (non drafté en 2020)                              | [ 191 ] |
| J. J. Barea                 | 1er décembre         | Mavericks de Dallas                                                    | Mavericks de Dallas                                                    | [ 206 ] |
| Nicolas Batum               | 1er décembre         | Clippers de Los Angeles                                                | Hornets de Charlotte (libéré le 29 novembre)                           | [ 207 ] |
| Kent Bazemore               | 1er décembre         | Warriors de Golden State                                               | Kings de Sacramento                                                    | [ 208 ] |
| Jordan Bowden               | 1er décembre         | Nets de Brooklyn                                                       | Volunteers du Tennessee (non drafté en 2020)                           | [ 209 ] |
| Ky Bowman                   | 1er décembre         | Clippers de Los Angeles                                                | Warriors de Golden State (libéré le 20 novembre)                       | [ 210 ] |
| Oshae Brissett (RFA) ****   | 1er décembre         | Raptors de Toronto                                                     | Raptors de Toronto                                                     | [ 211 ] |
| Trey Burke                  | 1er décembre         | Mavericks de Dallas                                                    | Mavericks de Dallas                                                    | [ 107 ] |
| Willie Cauley-Stein*        | 1er décembre         | Mavericks de Dallas                                                    | Mavericks de Dallas                                                    | [ 212 ] |
| Chris Chiozza (RFA) ****    | 1er décembre         | Nets de Brooklyn                                                       | Nets de Brooklyn                                                       | [ 213 ] |
| DeMarcus Cousins            | 1er décembre         | Rockets de Houston                                                     | Lakers de Los Angeles                                                  | [ 214 ] |
| Jared Dudley                | 1er décembre         | Lakers de Los Angeles                                                  | Lakers de Los Angeles                                                  | [ 215 ] |
| Henry Ellenson              | 1er décembre         | Raptors de Toronto                                                     | Raptors 905 (G League)                                                 | [ 216 ] |
| Malik Fitts                 | 1er décembre         | Clippers de Los Angeles                                                | Gaels de Saint Mary's (non drafté en 2020)                             | [ 210 ] |
| Jordan Ford                 | 1er décembre         | Clippers de Los Angeles                                                | Gaels de Saint Mary's (non drafté en 2020)                             | [ 210 ] |
| Anthony Gill                | 1er décembre         | Wizards de Washington                                                  | BC Khimki (Russie)                                                     | [ 217 ] |
| Freddie Gillespie           | 1er décembre         | Mavericks de Dallas                                                    | Bears de Baylor (non drafté en 2020)                                   | [ 218 ] |
| Jerian Grant                | 1er décembre         | Rockets de Houston                                                     | Wizards de Washington                                                  | [ 219 ] |
| Gerald Green                | 1er décembre         | Rockets de Houston                                                     | Rockets de Houston                                                     | [ 220 ] |
| Wes Iwundu (RFA)            | 1er décembre         | Mavericks de Dallas                                                    | Magic d'Orlando                                                        | [ 221 ] |
| Josh Jackson                | 1er décembre         | Pistons de Détroit                                                     | Grizzlies de Memphis                                                   | [ 222 ] |
| Reggie Jackson              | 1er décembre         | Clippers de Los Angeles                                                | Clippers de Los Angeles                                                | [ 223 ] |
| Alize Johnson (RFA)         | 1er décembre         | Raptors de Toronto                                                     | Pacers de l'Indiana                                                    | [ 224 ] |
| Juwan Morgan (RFA)          | 1er décembre         | Jazz de l'Utah                                                         | Jazz de l'Utah                                                         | [ 225 ] |
| Jahlil Okafor               | 1er décembre         | Pistons de Détroit                                                     | Pelicans de La Nouvelle-Orléans                                        | [ 226 ] |
| Devonte Patterson           | 1er décembre         | Mavericks de Dallas                                                    | Panthers de Prairie View A&M (non drafté en 2020)                      | [ 227 ] |
| Mason Plumlee               | 1er décembre         | Pistons de Détroit                                                     | Nuggets de Denver                                                      | [ 228 ] |
| Trevelin Queen              | 1er décembre         | Rockets de Houston                                                     | Aggies de New Mexico State (non drafté en 2020)                        | [ 229 ] |
| Nate Sestina                | 1er décembre         | Nets de Brooklyn                                                       | Wildcats du Kentucky (non drafté en 2020)                              | [ 230 ] |
| Brodric Thomas              | 1er décembre         | Rockets de Houston                                                     | Bulldogs de Truman (non drafté en 2020)                                | [ 231 ] |
| Sindarius Thornwell         | 1er décembre         | Pelicans de La Nouvelle-Orléans                                        | Pelicans de La Nouvelle-Orléans                                        | [ 232 ] |
| Rayjon Tucker               | 1er décembre         | Clippers de Los Angeles                                                | Cavaliers de Cleveland (libéré le 28 novembre)                         | [ 210 ] |
| Yuta Watanabe (RFA) ****    | 1er décembre         | Raptors de Toronto                                                     | Grizzlies de Memphis                                                   | [ 233 ] |
| Ike Anigbogu                | 2 décembre           | Pelicans de La Nouvelle-Orléans                                        | Pacers de l'Indiana                                                    | [ 234 ] |
| LiAngelo Ball               | 2 décembre           | Pistons de Détroit                                                     | Blue d'Oklahoma City (G League)                                        | [ 235 ] |
| Tyler Cook                  | 2 décembre           | Timberwolves du Minnesota                                              | Nuggets de Denver                                                      | [ 236 ] |
| Wayne Ellington             | 2 décembre           | Pistons de Détroit                                                     | Knicks de New York (libéré le 19 novembre)                             | [ 237 ] |
| Anthony Lamb                | 2 décembre           | Pistons de Détroit                                                     | Catamounts du Vermont (non drafté en 2020)                             | [ 238 ] |
| Cameron Reynolds (RFA) **** | 2 décembre           | Spurs de San Antonio                                                   | Bucks de Milwaukee                                                     | [ 239 ] |
| Glenn Robinson III          | 2 décembre           | Kings de Sacramento                                                    | 76ers de Philadelphie                                                  | [ 240 ] |
| Jarrod Uthoff               | 2 décembre           | Pelicans de La Nouvelle-Orléans                                        | Wizards de Washington                                                  | [ 234 ] |
| Justin Anderson             | 3 décembre           | 76ers de Philadelphie                                                  | Nets de Brooklyn                                                       | [ 241 ] |
| Antonius Cleveland          | 3 décembre           | Thunder d'Oklahoma City                                                | Mavericks de Dallas                                                    | [ 242 ] |
| Anthony Davis*              | 3 décembre           | Lakers de Los Angeles                                                  | Lakers de Los Angeles                                                  | [ 243 ] |
| Lamine Diane                | 3 décembre           | 76ers de Philadelphie                                                  | Matadors de Cal State Northridge (non drafté en 2020)                  | [ 244 ] |
| Ryan Broekhoff              | 3 décembre           | 76ers de Philadelphie                                                  | 76ers de Philadelphie                                                  | [ 245 ] |
| Treveon Graham              | 3 décembre           | Bucks de Milwaukee                                                     | Hawks d'Atlanta                                                        | [ 246 ] |
| Rondae Hollis-Jefferson     | 3 décembre           | Timberwolves du Minnesota                                              | Raptors de Toronto                                                     | [ 247 ] |
| Paul Millsap                | 3 décembre           | Nuggets de Denver                                                      | Nuggets de Denver                                                      | [ 248 ] |
| E. J. Montgomery            | 3 décembre           | Bucks de Milwaukee                                                     | Wildcats du Kentucky (non drafté en 2020)                              | [ 249 ] |
| Ade Murkey                  | 3 décembre           | Timberwolves du Minnesota                                              | Pioneers de Denver (non drafté en 2020)                                | [ 250 ] |
| Justin Patton               | 3 décembre           | Bucks de Milwaukee                                                     | Clippers de Los Angeles (libéré le 25 novembre)                        | [ 251 ] |
| Nik Stauskas                | 3 décembre           | Bucks de Milwaukee                                                     | Saski Baskonia (Espagne)                                               | [ 252 ] |
| Derrick Walton              | 3 décembre           | 76ers de Philadelphie                                                  | Pistons de Détroit                                                     | [ 253 ] |
| Rawle Alkins                | 4 décembre           | Pelicans de La Nouvelle-Orléans                                        | Porto (Portugal)                                                       | [ 254 ] |
| Quinn Cook                  | 4 décembre           | Lakers de Los Angeles                                                  | Lakers de Los Angeles                                                  | [ 255 ] |
| Melvin Frazier**            | 4 décembre           | Thunder d'Oklahoma City                                                | Magic d'Orlando                                                        | [ 256 ] |
| Jaylen Hoard (RFA) ****     | 4 décembre           | Thunder d'Oklahoma City                                                | Trail Blazers de Portland                                              | [ 257 ] |
| Frank Jackson (RFA)         | 4 décembre           | Thunder d'Oklahoma City                                                | Pelicans de La Nouvelle-Orléans                                        | [ 258 ] |
| Amile Jefferson (RFA)       | 4 décembre           | Celtics de Boston                                                      | Magic d'Orlando                                                        | [ 259 ] |
| B. J. Johnson**** (RFA)     | 4 décembre           | Heat de Miami                                                          | Magic d'Orlando                                                        | [ 260 ] |
| Dwayne Sutton               | 4 décembre           | Warriors de Golden State                                               | Cardinals de Louisville (non drafté en 2020)                           | [ 261 ] |
| Axel Toupane                | 4 décembre           | Warriors de Golden State                                               | SIG Strasbourg (France)                                                | [ 262 ] |
| Kaleb Wesson                | 4 décembre           | Warriors de Golden State                                               | Buckeyes d'Ohio State (non drafté en 2020)                             | [ 263 ] |
| Justin Robinson             | 6 décembre           | 76ers de Philadelphie                                                  | Blue Coats du Delaware (G League)                                      | [ 264 ] |
| Simisola Shittu             | 6 décembre           | Bulls de Chicago                                                       | Bulls de Windy City (G League)                                         | [ 265 ] |
| Ömer Yurtseven              | 8 décembre           | Thunder d'Oklahoma City                                                | Hoyas de Georgetown (non drafté en 2020)                               | [ 266 ] |
| Shaquille Harrison (RFA)    | 9 décembre           | Jazz de l'Utah                                                         | Bulls de Chicago                                                       | [ 267 ] |
| Skal Labissière             | 9 décembre           | Knicks de New York                                                     | Hawks d'Atlanta                                                        | [ 268 ] |
| Quinton Rose                | 10 décembre          | Kings de Sacramento                                                    | Owls de Temple (non drafté en 2020)                                    | [ 269 ] |
| Trevon Bluiett              | 11 décembre          | Jazz de l'Utah                                                         | Stars de Salt Lake City (G League)                                     | [ 270 ] |
| Charlie Brown (RFA) ****    | 11 décembre          | Timberwolves du Minnesota                                              | Hawks d'Atlanta                                                        | [ 271 ] |
| Ahmad Caver                 | 11 décembre          | Grizzlies de Memphis                                                   | Hustle de Memphis (G League)                                           | [ 272 ] |
| Courtney Lee                | 11 décembre          | Mavericks de Dallas                                                    | Mavericks de Dallas                                                    | [ 273 ] |
| Tyler Hall                  | 12 décembre          | Knicks de New York                                                     | Knicks de Westchester (G League)                                       | [ 274 ] |
| Kylor Kelley                | 12 décembre          | Spurs de San Antonio                                                   | Beavers d'Oregon State (non drafté en 2020)                            | [ 275 ] |
| Andrew White                | 12 décembre          | Knicks de New York                                                     | Knicks de Westchester (G League)                                       | [ 276 ] |
| Khyri Thomas                | 13 décembre          | Spurs de San Antonio                                                   | Hawks d'Atlanta (libéré le 20 novembre)                                | [ 277 ] |
| Kevon Harris                | 14 décembre          | Lakers de Los Angeles                                                  | Stephen F. Austin (non drafté en 2020)                                 | [ 278 ] |
| Zavier Simpson              | 14 décembre          | Lakers de Los Angeles                                                  | Wolverines du Michigan (non drafté en 2020)                            | [ 278 ] |
| Tres Tinkle                 | 14 décembre          | Lakers de Los Angeles                                                  | Beavers d'Oregon State (non drafté en 2020)                            | [ 278 ] |
| James Young                 | 14 décembre          | Knicks de New York                                                     | Maccabi Haïfa (Israël)                                                 | [ 268 ] |
| Bennie Boatwright           | 15 décembre          | Grizzlies de Memphis                                                   | Hustle de Memphis (G League)                                           | [ 279 ] |
| Zhaire Smith                | 15 décembre          | Grizzlies de Memphis                                                   | Pistons de Détroit (libéré le 30 novembre)                             | [ 279 ] |
| Shaq Buchanan               | 16 décembre          | Grizzlies de Memphis                                                   | Hustle de Memphis (G League)                                           | [ 280 ] |
| Kaiser Gates                | 16 décembre          | Nets de Brooklyn                                                       | Red Claws du Maine (G League)                                          | [ 281 ] |
| Élie Okobo                  | 16 décembre          | Nets de Brooklyn                                                       | Suns de Phoenix (libéré le 23 novembre)                                | [ 282 ] |
| Trevon Scott                | 16 décembre          | Jazz de l'Utah                                                         | Leones de Ponce (Porto Rico)                                           | [ 283 ] |
| Christian Vital             | 16 décembre          | Grizzlies de Memphis                                                   | Huskies du Connecticut (non drafté en 2020)                            | [ 284 ] |
| Bryce Brown                 | 17 décembre          | Knicks de New York                                                     | Red Claws du Maine (G League)                                          | [ 285 ] |
| Louis King                  | 17 décembre          | Knicks de New York                                                     | Pistons de Détroit (libéré le 14 décembre)                             | [ 286 ] |
| Trey Mourning               | 17 décembre          | Rockets de Houston                                                     | Skyforce de Sioux Falls (G League)                                     | [ 287 ] |
| Paul Eboua                  | 18 décembre          | Nets de Brooklyn                                                       | Heat de Miami (libéré le 18 décembre)                                  | [ 288 ] |
| Yogi Ferrell                | 18 décembre          | Jazz de l'Utah                                                         | Kings de Sacramento                                                    | [ 289 ] |
| Josh Gray                   | 18 décembre          | Pacers de l'Indiana                                                    | Thunder d'Oklahoma City (libéré le 1er décembre)                       | [ 290 ] |
| Malcolm Miller (RFA)        | 18 décembre          | Jazz de l'Utah                                                         | Raptors de Toronto                                                     | [ 289 ] |
| Devin Robinson              | 18 décembre          | Pacers de l'Indiana                                                    | Raptors 905 (G League)                                                 | [ 290 ] |
| Zylan Cheatham              | 19 décembre          | Timberwolves du Minnesota                                              | Thunder d'Oklahoma City (libéré le 2 décembre)                         | [ 291 ] |
| Norvel Pelle                | 19 décembre          | Cavaliers de Cleveland                                                 | 76ers de Philadelphie (libéré le 21 novembre)                          | [ 292 ] |
| Eli Pemberton               | 19 décembre          | Warriors de Golden State                                               | Pride de Hofstra (non drafté en 2020)                                  | [ 293 ] |
| Josh Reaves (RFA) ****      | 19 décembre          | Rockets de Houston                                                     | Mavericks de Dallas                                                    | [ 294 ] |
| Paul Watson                 | 20 décembre          | Raptors de Toronto (précédemment sur un two-way contract)              | Raptors de Toronto (précédemment sur un two-way contract)              | [ 199 ] |
| Frank Kaminsky              | 22 décembre          | Suns de Phoenix                                                        | Kings de Sacramento (libéré le 20 décembre)                            | [ 295 ] |
| Taj Gibson                  | 7 janvier            | Knicks de New York (précédemment libéré le 19 novembre)                | Knicks de New York (précédemment libéré le 19 novembre)                | [ 296 ] |
| Alex Len                    | 23 janvier           | Wizards de Washington                                                  | Raptors de Toronto (libéré le 19 janvier)                              | [ 297 ] |
| Norvel Pelle                | 28 janvier           | Nets de Brooklyn                                                       | Charge de Canton (G League)                                            | [ 298 ] |
| Iman Shumpert               | 30 janvier           | Nets de Brooklyn (précédemment libéré le 12 décembre 2019)             | Nets de Brooklyn (précédemment libéré le 12 décembre 2019)             | [ 299 ] |
| Noah Vonleh                 | 8 février            | Nets de Brooklyn                                                       | Bulls de Chicago (libéré le 14 décembre)                               | [ 300 ] |
| Andre Roberson              | 16 février           | Nets de Brooklyn                                                       | Thunder d'Oklahoma City                                                | [ 301 ] |
| Blake Griffin               | 8 mars               | Nets de Brooklyn                                                       | Pistons de Détroit (libéré le 5 mars)                                  | [ 302 ] |
| Ersan İlyasova              | 10 mars              | Jazz de l'Utah                                                         | Bucks de Milwaukee (libéré le 19 novembre)                             | [ 303 ] |
| Paul Reed****               | 26 mars              | 76ers de Philadelphie (précédemment sur un two-way contract)           | 76ers de Philadelphie (précédemment sur un two-way contract)           | [ 304 ] |
| LaMarcus Aldridge           | 28 mars              | Nets de Brooklyn                                                       | Spurs de San Antonio (libéré le 25 mars)                               | [ 305 ] |
| Moses Brown                 | 28 mars              | Thunder d'Oklahoma City (précédemment sur un two-way contract)         | Thunder d'Oklahoma City (précédemment sur un two-way contract)         | [ 306 ] |
| Andre Drummond              | 28 mars              | Lakers de Los Angeles                                                  | Cavaliers de Cleveland (libéré le 26 mars)                             | [ 307 ] |
| Gorgui Dieng                | 29 mars              | Spurs de San Antonio                                                   | Grizzlies de Memphis (libéré le 26 mars)                               | [ 308 ] |
| Jeff Teague                 | 1er avril            | Bucks de Milwaukee                                                     | Magic d'Orlando (libéré le 27 mars)                                    | [ 309 ] |
| DaQuan Jeffries             | 5 avril              | Rockets de Houston                                                     | Kings de Sacramento (libéré le 3 avril)                                | [ 310 ] |
| Ben McLemore                | 6 avril              | Lakers de Los Angeles                                                  | Rockets de Houston (libéré le 3 avril)                                 | [ 311 ] |
| Tyler Cook                  | 7 avril              | Pistons de Détroit                                                     | Pistons de Détroit                                                     | [ 312 ] |
| Dewayne Dedmon              | 8 avril              | Heat de Miami                                                          | Pistons de Détroit (libéré le 24 novembre)                             | [ 313 ] |
| Khem Birch                  | 10 avril             | Raptors de Toronto                                                     | Magic d'Orlando (libéré le 8 avril)                                    | [ 314 ] |
| Alize Johnson               | 11 avril             | Nets de Brooklyn                                                       | Nets de Brooklyn                                                       | [ 315 ] |
| Gabriel Deck                | 12 avril             | Thunder d'Oklahoma City                                                | Real Madrid (Espagne)                                                  | [ 316 ] |
| Lamar Stevens****           | 14 avril             | Cavaliers de Cleveland (précédemment sur un two-way contract)          | Cavaliers de Cleveland (précédemment sur un two-way contract)          | [ 317 ] |
| Jabari Parker               | 16 avril             | Celtics de Boston                                                      | Kings de Sacramento (libéré le 25 mars)                                | [ 318 ] |
| Yuta Watanabe****           | 19 avril             | Raptors de Toronto (précédemment sur un two-way contract)              | Raptors de Toronto (précédemment sur un two-way contract)              | [ 319 ] |
| Oshae Brissett              | 21 avril             | Pacers de l'Indiana                                                    | Pacers de l'Indiana                                                    | [ 320 ] |
| Mamadi Diakite****          | 21 avril             | Bucks de Milwaukee                                                     | Bucks de Milwaukee                                                     | [ 321 ] |
| Norvel Pelle                | 22 avril             | Knicks de New York                                                     | Knicks de New York                                                     | [ 322 ] |
| Tim Frazier                 | 24 avril             | Grizzlies de Memphis                                                   | Grizzlies de Memphis                                                   | [ 323 ] |
| DeMarcus Cousins            | 26 avril             | Clippers de Los Angeles                                                | Clippers de Los Angeles                                                | [ 324 ] |
| Moritz Wagner               | 27 avril             | Magic d'Orlando                                                        | Celtics de Boston (libéré le 16 avril)                                 | [ 325 ] |
| Freddie Gillespie           | 28 avril             | Raptors de Toronto                                                     | Raptors de Toronto                                                     | [ 326 ] |
| Rondae Hollis-Jefferson     | 28 avril             | Trail Blazers de Portland                                              | Trail Blazers de Portland                                              | [ 327 ] |
| Damian Jones                | 28 avril             | Kings de Sacramento                                                    | Kings de Sacramento                                                    | [ 328 ] |
| Chimezie Metu               | 28 avril             | Kings de Sacramento (précédemment sur un two-way contract)             | Kings de Sacramento (précédemment sur un two-way contract)             | [ 329 ] |
| Yogi Ferrell                | 29 avril             | Clippers de Los Angeles                                                | Clippers de Los Angeles                                                | [ 330 ] |
| Austin Rivers               | 30 avril             | Nuggets de Denver                                                      | Nuggets de Denver                                                      | [ 331 ] |
| Mfiondu Kabengele           | 1er mai              | Cavaliers de Cleveland                                                 | Cavaliers de Cleveland                                                 | [ 332 ] |
| Anthony Tolliver            | 2 mai                | 76ers de Philadelphie                                                  | 76ers de Philadelphie                                                  | [ 333 ] |
| Luca Vildoza                | 6 mai                | Knicks de New York                                                     | Baskonia (Espagne)                                                     | [ 334 ] |
| Naji Marshall****           | 7 mai                | Pelicans de La Nouvelle-Orléans (précédemment sur un two-way contract) | Pelicans de La Nouvelle-Orléans (précédemment sur un two-way contract) | [ 335 ] |
| Donta Hall                  | 9 mai                | Magic d'Orlando (précédemment libéré le 2 mai 2021)                    | Magic d'Orlando (précédemment libéré le 2 mai 2021)                    | [ 336 ] |
| Ignas Brazdeikis            | 12 mai               | Magic d'Orlando                                                        | Magic d'Orlando                                                        | [ 337 ] |
| Elijah Bryant               | 13 mai               | Bucks de Milwaukee                                                     | Maccabi Tel-Aviv (Israël)                                              | [ 338 ] |
| Mike James                  | 13 mai               | Nets de Brooklyn                                                       | Nets de Brooklyn                                                       | [ 339 ] |
| Juan Toscano-Anderson****   | 13 mai               | Warriors de Golden State (précédemment sur un two-way contract)        | Warriors de Golden State (précédemment sur un two-way contract)        | [ 340 ] |
| Khyri Thomas                | 14 mai               | Rockets de Houston                                                     | Rockets de Houston                                                     | [ 341 ] |
| Ömer Yurtseven              | 14 mai               | Heat de Miami                                                          | Blue d'Oklahoma City (G League)                                        | [ 342 ] |
| Charlie Brown Jr.           | 15 mai               | Thunder d'Oklahoma City                                                | Thunder d'Oklahoma City                                                | [ 343 ] |
| Caleb Homesley              | 15 mai               | Wizards de Washington                                                  | BayHawks d'Érie (G League)                                             | [ 344 ] |
| DaQuan Jeffries             | 15 mai               | Spurs de San Antonio                                                   | Rockets de Houston (libéré le 13 mai)                                  | [ 345 ] |
| Gary Payton II              | 16 mai               | Warriors de Golden State                                               | Warriors de Golden State                                               | [ 346 ] |

* Option du joueur

** Option de l'équipe

*** Option terminale

**** Précédemment avec un contrat two-way

(RFA) Agent libre restreint.

#### Contrats de 10 jours
| Joueur                  | 1er contrat | 2e contrat | Nouvelle équipe                                        | Ancienne équipe                                        | Réf.    |
| ----------------------- | ----------- | ---------- | ------------------------------------------------------ | ------------------------------------------------------ | ------- |
| Tim Frazier             | 4 janvier   | 14 avril   | Grizzlies de Memphis                                   | Pistons de Détroit (libéré le 6 février)               | ,       |
| Yogi Ferrell            | 11 janvier  | -          | Cavaliers de Cleveland                                 | Jazz de l'Utah (libéré le 19 décembre)                 | [ 349 ] |
| Jordan Bell             | 23 janvier  | 14 avril   | Wizards de Washington                                  | Lakers de Los Angeles (libéré le 25 novembre)          | ,       |
| Tyler Cook              | 24 février  | -          | Nets de Brooklyn                                       | Wolves de l'Iowa (G League)                            | [ 352 ] |
| Sindarius Thornwell     | 24 février  | 10 mars    | Pelicans de La Nouvelle-Orléans (libéré le 22 février) | Pelicans de La Nouvelle-Orléans (libéré le 22 février) | ,       |
| Norvel Pelle            | 25 février  | -          | Kings de Sacramento                                    | Charge de Canton (G League)                            | [ 355 ] |
| Donta Hall              | 26 février  | -          | Raptors de Toronto                                     | NBA G League Ignite (G League)                         | [ 356 ] |
| Damian Jones            | 26 février  | 11 mars    | Lakers de Los Angeles                                  | Suns de Phoenix (libéré le 23 février)                 | ,       |
| Andre Roberson          | 26 février  |            | Nets de Brooklyn (précédemment libéré le 23 février)   | Nets de Brooklyn (précédemment libéré le 23 février)   | [ 359 ] |
| Iman Shumpert           | 26 février  |            | Nets de Brooklyn (précédemment libéré le 23 février)   | Nets de Brooklyn (précédemment libéré le 23 février)   | [ 359 ] |
| Henry Ellenson          | 10 mars     |            | Raptors de Toronto                                     | Raptors 905 (G League)                                 | [ 360 ] |
| Quinn Cook              | 12 mars     | 22 mars    | Cavaliers de Cleveland                                 | Lakers de Los Angeles (libéré le 24 février)           | ,       |
| Mason Jones             | 12 mars     |            | Rockets de Houston (libéré le 8 mars)                  | Rockets de Houston (libéré le 8 mars)                  | [ 363 ] |
| Tyler Cook              | 18 mars     | 29 mars    | Pistons de Détroit                                     | Nets de Brooklyn                                       | ,       |
| Alize Johnson           | 22 mars     | 1er avril  | Nets de Brooklyn                                       | Raptors 905 (G League)                                 | ,       |
| Cameron Reynolds        | 26 mars     | -          | Spurs de San Antonio                                   | Spurs d'Austin (G League)                              | [ 368 ] |
| Oshae Brissett          | 1er avril   | 11 avril   | Pacers de l'Indiana                                    | Mad Ants de Fort Wayne (G League)                      | ,       |
| Norvel Pelle            | 3 avril     | 12 avril   | Knicks de New York                                     | Kings de Sacramento                                    | ,       |
| Isaiah Thomas           | 3 avril     |            | Pelicans de La Nouvelle-Orléans                        | Clippers de Los Angeles (libéré le 8 février)          | [ 373 ] |
| DeMarcus Cousins        | 5 avril     | 16 avril   | Clippers de Los Angeles                                | Rockets de Houston (libéré le 23 février)              | ,       |
| John Henson             | 5 avril     |            | Knicks de New York                                     | Pistons de Détroit                                     | [ 376 ] |
| Justin Robinson         | 5 avril     | 15 avril   | Thunder d'Oklahoma City                                | Blue Coats du Delaware (G League)                      | ,       |
| Devin Cannady           | 6 avril     | -          | Magic d'Orlando                                        | Magic de Lakeland (G League)                           | [ 379 ] |
| Damian Jones            | 7 avril     | 17 avril   | Kings de Sacramento                                    | Lakers de Los Angeles                                  | ,       |
| Freddie Gillespie       | 8 avril     | 18 avril   | Raptors de Toronto                                     | Hustle de Memphis (G League)                           | ,       |
| Rondae Hollis-Jefferson | 8 avril     | 18 avril   | Trail Blazers de Portland                              | Timberwolves du Minnesota (libéré le 19 décembre)      | ,       |
| Gary Payton II          | 8 avril     | 19 avril   | Warriors de Golden State                               | Raptors 905 (G League)                                 | ,       |
| Malik Fitts             | 9 avril     |            | Clippers de Los Angeles                                | Clippers d'Agua Caliente (G League)                    | [ 388 ] |
| Mfiondu Kabengele       | 10 avril    | 21 avril   | Cavaliers de Cleveland                                 | Kings de Sacramento (libéré le 25 mars)                | ,       |
| Robert Franks           | 12 avril    | 22 avril   | Magic d'Orlando                                        | Magic de Lakeland (G League)                           | ,       |
| Anthony Tolliver        | 12 avril    | 22 avril   | 76ers de Philadelphie                                  | Grizzlies de Memphis                                   | ,       |
| Donta Hall              | 13 avril    | 23 avril   | Magic d'Orlando                                        | Raptors de Toronto                                     | ,       |
| Yogi Ferrell            | 19 avril    | -          | Clippers de Los Angeles                                | Stars de Salt Lake City (G League)                     | [ 397 ] |
| Austin Rivers           | 20 avril    | -          | Nuggets de Denver                                      | Thunder d'Oklahoma City (libéré le 28 mars)            | [ 398 ] |
| Mike James              | 23 avril    | 3 mai      | Nets de Brooklyn                                       | CSKA Moscou (Russie)                                   | ,       |
| Jared Harper            | 24 avril    | 3 mai      | Knicks de New York                                     | Knicks de New York                                     | [ 401 ] |
| Charlie Brown Jr.       | 25 avril    | 5 mai      | Thunder d'Oklahoma City                                | Wolves de l'Iowa (G League)                            | ,       |
| Ignas Brazdeikis        | 2 mai       | -          | Magic d'Orlando                                        | 76ers de Philadelphie (libéré le 8 avril)              | [ 404 ] |
| Anderson Varejão        | 4 mai       | 14 mai     | Cavaliers de Cleveland                                 | Flamengo (Brésil)                                      | ,       |
| Khyri Thomas            | 7 mai       | -          | Rockets de Houston                                     | Spurs d'Austin (G League)                              | [ 407 ] |
| Cameron Oliver          | 10 mai      |            | Rockets de Houston                                     | Cairns Taipans (Australie)                             | [ 408 ] |
| Cameron Reynolds        | 14 mai      |            | Rockets de Houston                                     | Spurs de San Antonio                                   | [ 409 ] |

#### Contratstwo-way
Selon les règles récentes de la NBA mises en œuvre à partir de la saison 2017-2018, les équipes sont autorisées à avoir deux "two-way players" dans leur effectif, en plus des 15 joueurs de saison régulière.
Un "two-way player" officiera principalement avec l'équipe G-League de son équipe NBA mère. Nénamoins, il peut passer jusqu’à 45 jours avec l’équipe NBA mère.
Seuls les joueurs ayant quatre ans ou moins d’expérience au sein de la NBA sont en mesure de signer des "two-way contarcts". Les joueurs entrant dans un camp d’entraînement pour une équipe ont une chance de convertir leur contrat de camp d’entraînement en un two-way contract.
Ces "two-way players" ne sont pas éligibles aux playoffs NBA, à moins que l'équipe se sépare d'un joueur du roster, permettant au two-way player de signer un contrat plein.
| Joueur                           | Jour de la signature | Nouvelle équipe                                               | Ancienne équipe                                               | Réf.    |
| -------------------------------- | -------------------- | ------------------------------------------------------------- | ------------------------------------------------------------- | ------- |
| Devon Dotson                     | 21 novembre          | Bulls de Chicago                                              | Jayhawks du Kansas (non drafté en 2020)                       | [ 410 ] |
| Garrison Mathews (RFA)           | 21 novembre          | Wizards de Washington                                         | Wizards de Washington                                         | [ 411 ] |
| Gabe Vincent                     | 21 novembre          | Heat de Miami                                                 | Heat de Miami                                                 | [ 412 ] |
| Kenny Wooten****                 | 21 novembre          | Rockets de Houston                                            | Knicks de New York (libéré le 19 novembre)                    | [ 413 ] |
| Adam Mokoka**** (RFA)            | 22 novembre          | Bulls de Chicago                                              | Bulls de Chicago                                              | [ 414 ] |
| Ty-Shon Alexander                | 23 novembre          | Suns de Phoenix                                               | Bluejays de Creighton (non drafté en 2020)                    | [ 415 ] |
| Mamadi Diakite                   | 23 novembre          | Bucks de Milwaukee                                            | Cavaliers de la Virginie (non drafté en 2020)                 | [ 416 ] |
| Tacko Fall**** (RFA)             | 23 novembre          | Celtics de Boston                                             | Celtics de Boston                                             | [ 417 ] |
| Jared Harper**** (RFA)           | 23 novembre          | Knicks de New York                                            | Knicks de New York                                            | [ 418 ] |
| Tremont Waters**** (RFA)         | 23 novembre          | Celtics de Boston                                             | Celtics de Boston                                             | [ 419 ] |
| Jaylen Adams                     | 24 novembre          | Bucks de Milwaukee                                            | Trail Blazers de Portland                                     | [ 416 ] |
| Nathan Knight                    | 24 novembre          | Hawks d'Atlanta                                               | Tribe de William & Mary (non drafté en 2020)                  | [ 420 ] |
| Sean McDermott                   | 24 novembre          | Grizzlies de Memphis                                          | Bulldogs de Butler (non drafté en 2020)                       | [ 421 ] |
| Skylar Mays                      | 24 novembre          | Hawks d'Atlanta                                               | Tigers de LSU                                                 | [ 420 ] |
| Killian Tillie                   | 24 novembre          | Grizzlies de Memphis                                          | Bulldogs de Gonzaga (non drafté en 2020)                      | [ 421 ] |
| Greg Whittington                 | 24 novembre          | Nuggets de Denver                                             | Galatasaray SK (Turquie)                                      | [ 422 ] |
| Quinndary Weatherspoon**** (RFA) | 24 novembre          | Spurs de San Antonio                                          | Spurs de San Antonio                                          | [ 423 ] |
| Keljin Blevins                   | 25 novembre          | Trail Blazers de Portland                                     | Suns de Northern Arizona (G League)                           | [ 424 ] |
| Jarrell Brantley**** (RFA)       | 25 novembre          | Jazz de l'Utah                                                | Jazz de l'Utah                                                | [ 425 ] |
| Trent Forrest                    | 25 novembre          | Jazz de l'Utah                                                | Seminoles de Florida State (non drafté en 2020)               | [ 425 ] |
| Mason Jones                      | 25 novembre          | Rockets de Houston                                            | Razorbacks de l'Arkansas (non drafté en 2020)                 | [ 426 ] |
| Kóstas Antetokoúnmpo**** (RFA)   | 26 novembre          | Lakers de Los Angeles                                         | Lakers de Los Angeles                                         | [ 427 ] |
| Jordan Bone                      | 27 novembre          | Magic d'Orlando                                               | Pistons de Détroit                                            | [ 428 ] |
| Karim Mané                       | 27 novembre          | Magic d'Orlando                                               | Vanier College (non drafté en 2020)                           | [ 429 ] |
| Ashton Hagans                    | 28 novembre          | Timberwolves du Minnesota                                     | Wildcats du Kentucky (non drafté en 2020)                     | [ 430 ] |
| Lamar Stevens                    | 28 novembre          | Cavaliers de Cleveland                                        | Nittany Lions de Penn State (non drafté en 2020)              | [ 431 ] |
| Keita Bates-Diop                 | 29 novembre          | Spurs de San Antonio                                          | Nuggets de Denver (libéré le 22 novembre)                     | [ 432 ] |
| Brian Bowen (RFA)                | 29 novembre          | Pacers de l'Indiana                                           | Pacers de l'Indiana                                           | [ 433 ] |
| Theo Pinson                      | 29 novembre          | Knicks de New York                                            | Knicks de New York                                            | [ 434 ] |
| Nate Darling                     | 30 novembre          | Hornets de Charlotte                                          | Golden Eagles de Marquette (non drafté en 2020)               | [ 435 ] |
| Markus Howard                    | 30 novembre          | Nuggets de Denver                                             | Fightin' Blue Hens du Delaware (non drafté en 2020)           | [ 436 ] |
| Nate Hinton                      | 1er décembre         | Mavericks de Dallas                                           | Cougars de Houston (non drafté en 2020)                       | [ 437 ] |
| Jeremiah Martin**** (RFA)        | 1er décembre         | Nets de Brooklyn                                              | Nets de Brooklyn                                              | [ 438 ] |
| Louis King**** (RFA)             | 2 décembre           | Pistons de Détroit                                            | Pistons de Détroit                                            | [ 439 ] |
| Will Magnay                      | 2 décembre           | Pelicans de La Nouvelle-Orléans                               | Brisbane Bullets (Australie)                                  | [ 234 ] |
| Dakota Mathias                   | 3 décembre           | 76ers de Philadelphie                                         | Legends du Texas (G League)                                   | [ 440 ] |
| Naji Marshall                    | 8 décembre           | Pelicans de La Nouvelle-Orléans                               | Musketeers de Xavier (non drafté en 2020)                     | [ 441 ] |
| Moses Brown****                  | 9 décembre           | Thunder d'Oklahoma City                                       | Trail Blazers de Portland                                     | [ 442 ] |
| Kyle Guy**** (RFA)               | 9 décembre           | Kings de Sacramento                                           | Kings de Sacramento                                           | [ 443 ] |
| Josh Hall                        | 9 décembre           | Thunder d'Oklahoma City                                       | Moravian Prep High School (non drafté en 2020)                | [ 444 ] |
| William McDowell-White           | 17 décembre          | Rockets de Houston                                            | Vipers de Rio Grande Valley (G League)                        | [ 445 ] |
| Jordan McLaughlin**** (RFA)      | 17 décembre          | Timberwolves du Minnesota                                     | Timberwolves du Minnesota                                     | [ 446 ] |
| Marques Bolden                   | 19 décembre          | Cavaliers de Cleveland                                        | Charge de Canton (G League)                                   | [ 447 ] |
| Brodric Thomas                   | 19 décembre          | Rockets de Houston                                            | Vipers de Rio Grande Valley (G League)                        | [ 448 ] |
| Yuta Watanabe****                | 20 décembre          | Raptors de Toronto                                            | Grizzlies de Memphis                                          | [ 199 ] |
| Chris Chiozza                    | 22 décembre          | Nets de Brooklyn (précédemment libéré le 19 décembre)         | Nets de Brooklyn (précédemment libéré le 19 décembre)         | [ 449 ] |
| Juan Toscano-Anderson            | 22 décembre          | Warriors de Golden State (précédemment libéré le 19 décembre) | Warriors de Golden State (précédemment libéré le 19 décembre) | [ 450 ] |
| Chimezie Metu                    | 24 décembre          | Kings de Sacramento (précédemment libéré le 22 décembre)      | Kings de Sacramento (précédemment libéré le 22 décembre)      | [ 451 ] |
| Frank Jackson                    | 27 décembre          | Pistons de Détroit                                            | Thunder d'Oklahoma City (libéré le 21 décembre)               | [ 452 ] |
| Rayjon Tucker                    | 22 janvier           | 76ers de Philadelphie                                         | Cavaliers de Cleveland (libéré le 28 novembre)                | [ 453 ] |
| Frank Mason III                  | 3 février            | Magic d'Orlando                                               | 76ers de Philadelphie (libéré le 19 décembre)                 | [ 454 ] |
| Ray Spalding                     | 12 février           | Rockets de Houston                                            | Hornets de Charlotte (libéré le 29 novembre)                  | [ 455 ] |
| Chasson Randle                   | 15 février           | Magic d'Orlando                                               | Blue d'Oklahoma City (G League)                               | [ 456 ] |
| Justin Patton                    | 19 février           | Rockets de Houston                                            | Knicks de Westchester (G League)                              | [ 457 ] |
| Brodric Thomas                   | 24 février           | Cavaliers de Cleveland                                        | Vipers de Rio Grande Valley (G League)                        | [ 458 ] |
| Anthony Lamb                     | 8 mars               | Rockets de Houston                                            | Vipers de Rio Grande Valley (G League)                        | [ 459 ] |
| Axel Toupane                     | 14 mars              | Bucks de Milwaukee                                            | Warriors de Santa Cruz (G League)                             | [ 460 ] |
| Mason Jones                      | 26 mars              | 76ers de Philadelphie                                         | Rockets de Houston                                            | [ 461 ] |
| Armoni Brooks                    | 3 avril              | Rockets de Houston                                            | Orléans Loiret Basket (France)                                | [ 462 ] |
| Jaylen Hoard                     | 5 avril              | Thunder d'Oklahoma City                                       | Blue d'Oklahoma City (G League)                               | [ 463 ] |
| Shaquille Harrison               | 9 avril              | Nuggets de Denver                                             | Jazz de l'Utah (libéré le 24 février)                         | [ 464 ] |
| James Nunnally                   | 12 avril             | Pelicans de La Nouvelle-Orléans                               | Fenerbahçe SK (Turquie)                                       | [ 465 ] |
| T. J. Leaf                       | 13 avril             | Trail Blazers de Portland                                     | Thunder d'Oklahoma City (libéré le 18 décembre)               | [ 466 ] |
| Devin Cannady                    | 16 avril             | Magic d'Orlando (précédemment libéré le 13 avril)             | Magic d'Orlando (précédemment libéré le 13 avril)             | [ 467 ] |
| Justin Jackson                   | 21 avril             | Bucks de Milwaukee                                            | Thunder d'Oklahoma City (libéré le 5 avril)                   | [ 468 ] |
| Amida Brimah                     | 23 avril             | Pacers de l'Indiana                                           | Mad Ants de Fort Wayne (G League)                             | [ 469 ] |
| Myles Powell                     | 24 avril             | Knicks de New York                                            | Knicks de Westchester (G League)                              | [ 470 ] |
| Jeremiah Martin                  | 28 avril             | Cavaliers de Cleveland                                        | Nets de Long Island (G League)                                | [ 471 ] |
| Louis King                       | 1er mai              | Kings de Sacramento                                           | Knicks de Westchester (G League)                              | [ 472 ] |
| Sindarius Thornwell              | 4 mai                | Magic d'Orlando                                               | Pelicans de La Nouvelle-Orléans                               | [ 473 ] |
| Gary Clark                       | 11 mai               | 76ers de Philadelphie                                         | Nuggets de Denver (libéré le 9 avril)                         | [ 474 ] |
| Jordan Bell                      | 13 mai               | Warriors de Golden State                                      | Wizards de Washington                                         | [ 475 ] |

**** : précédemment sur un two-way contract

#### Extensions de contrats
Certains joueurs sont éligibles à une extension de contrat, au sein de leur franchise, en amont de la saison et de la prochaine période d'agents libres. Le renouvellement prend effet à partir de la saison 2021-2022.
| Joueur                | Jour de la signature | Équipe                          | Contrat                            | Réf.    |
| --------------------- | -------------------- | ------------------------------- | ---------------------------------- | ------- |
| De'Aaron Fox          | 21 novembre          | Kings de Sacramento             | Contrat de 163 000 000 $ sur 5 ans | [ 476 ] |
| Donovan Mitchell      | 22 novembre          | Jazz de l'Utah                  | Contrat de 195 000 000 $ sur 5 ans | [ 477 ] |
| Jayson Tatum          | 22 novembre          | Celtics de Boston               | Contrat de 195 000 000 $ sur 5 ans | [ 478 ] |
| Steven Adams          | 24 novembre          | Pelicans de La Nouvelle-Orléans | Contrat de 35 000 000 $ sur 2 ans  | [ 479 ] |
| Bam Adebayo           | 24 novembre          | Heat de Miami                   | Contrat de 163 000 590 $ sur 5 ans | [ 480 ] |
| LeBron James          | 1er décembre         | Lakers de Los Angeles           | Contrat de 85 655 532 $ sur 2 ans  | [ 481 ] |
| Monte Morris          | 7 décembre           | Nuggets de Denver               | Contrat de 27 000 000 $ sur 3 ans  | [ 482 ] |
| Paul George           | 10 décembre          | Clippers de Los Angeles         | Contrat de 190 000 000 $ sur 4 ans | [ 483 ] |
| Giánnis Antetokoúnmpo | 15 décembre          | Bucks de Milwaukee              | Contrat de 228 200 826 $ sur 5 ans | [ 484 ] |
| Rudy Gobert           | 20 décembre          | Jazz de l'Utah                  | Contrat de 205 000 000 $ sur 5 ans | [ 485 ] |
| Kyle Kuzma            | 20 décembre          | Lakers de Los Angeles           | Contrat de 40 000 000 $ sur 3 ans  | [ 486 ] |
| OG Anunoby            | 21 décembre          | Raptors de Toronto              | Contrat de 72 000 000 $ sur 4 ans  | [ 487 ] |
| Markelle Fultz        | 21 décembre          | Magic d'Orlando                 | Contrat de 50 000 000 $ sur 3 ans  | [ 488 ] |
| Jonathan Isaac        | 21 décembre          | Magic d'Orlando                 | Contrat de 80 000 000 $ sur 4 ans  | [ 488 ] |
| Luke Kennard          | 21 décembre          | Clippers de Los Angeles         | Contrat de 64 000 000 $ sur 4 ans  | [ 489 ] |
| Derrick White         | 21 décembre          | Spurs de San Antonio            | Contrat de 73 000 000 $ sur 4 ans  | [ 490 ] |
| Jrue Holiday          | 4 avril              | Bucks de Milwaukee              | Contrat de 134 093 332 $ sur 4 ans | [ 491 ] |

### Départs

#### Joueurs libérés
| Joueur              | Date        | Ancienne équipe                 | Réf.    |
| ------------------- | ----------- | ------------------------------- | ------- |
| Quinn Cook          | 19 novembre | Lakers de Los Angeles           | [ 492 ] |
| Wayne Ellington     | 19 novembre | Knicks de New York              | [ 493 ] |
| Taj Gibson          | 19 novembre | Knicks de New York              | [ 493 ] |
| Ersan İlyasova      | 19 novembre | Bucks de Milwaukee              | [ 494 ] |
| Elfrid Payton       | 19 novembre | Knicks de New York              | [ 493 ] |
| Kenny Wooten†       | 19 novembre | Knicks de New York              | [ 493 ] |
| Ky Bowman           | 20 novembre | Warriors de Golden State        | [ 495 ] |
| Chimezie Metu       | 20 novembre | Spurs de San Antonio            | [ 496 ] |
| Khyri Thomas        | 20 novembre | Hawks d'Atlanta                 | [ 497 ] |
| Norvel Pelle        | 21 novembre | 76ers de Philadelphie           | [ 498 ] |
| Marial Shayok       | 21 novembre | 76ers de Philadelphie           | [ 499 ] |
| Keita Bates-Diop    | 22 novembre | Nuggets de Denver               | [ 500 ] |
| Élie Okobo          | 23 novembre | Suns de Phoenix                 | [ 501 ] |
| Dewayne Dedmon      | 24 novembre | Pistons de Détroit              | [ 502 ] |
| Jordan Bell         | 25 novembre | Lakers de Los Angeles           | [ 503 ] |
| Justin Patton       | 25 novembre | Clippers de Los Angeles         | [ 504 ] |
| Dewan Hernandez     | 26 novembre | Raptors de Toronto              | [ 505 ] |
| Rayjon Tucker       | 28 novembre | Cavaliers de Cleveland          | [ 506 ] |
| Nicolas Batum       | 29 novembre | Hornets de Charlotte            | [ 507 ] |
| Ray Spalding†       | 29 novembre | Hornets de Charlotte            | [ 508 ] |
| Zhaire Smith        | 30 novembre | Pistons de Détroit              | [ 509 ] |
| Omari Spellman      | 7 janvier   | Knicks de New York              | [ 510 ] |
| Bruno Caboclo       | 14 janvier  | Rockets de Houston              | [ 511 ] |
| Yogi Ferrell        | 14 janvier  | Cavaliers de Cleveland          | [ 512 ] |
| Thon Maker          | 14 janvier  | Cavaliers de Cleveland          | [ 512 ] |
| Anžejs Pasečņiks    | 17 janvier  | Wizards de Washington           | [ 513 ] |
| Dakota Mathias      | 18 janvier  | 76ers de Philadelphie           | [ 514 ] |
| Alex Len            | 19 janvier  | Raptors de Toronto              | [ 515 ] |
| Chris Clemons       | 22 janvier  | Rockets de Houston              | [ 516 ] |
| Jordan Bell         | 30 janvier  | Wizards de Washington           | [ 517 ] |
| Jordan Bone†        | 3 février   | Magic d'Orlando                 | [ 518 ] |
| Brodric Thomas†     | 12 février  | Rockets de Houston              | [ 519 ] |
| Ashton Hagans†      | 13 février  | Timberwolves du Minnesota       | [ 520 ] |
| Frank Mason III†    | 15 février  | Magic d'Orlando                 | [ 456 ] |
| Norvel Pelle        | 16 février  | Nets de Brooklyn                | [ 521 ] |
| Ray Spalding        | 16 février  | Rockets de Houston              | [ 522 ] |
| Sindarius Thornwell | 22 février  | Pelicans de La Nouvelle-Orléans | [ 523 ] |
| Quinn Cook          | 23 février  | Lakers de Los Angeles           | [ 524 ] |
| DeMarcus Cousins    | 23 février  | Rockets de Houston              | [ 525 ] |
| Damian Jones        | 23 février  | Suns de Phoenix                 | [ 526 ] |
| Marques Bolden†     | 24 février  | Cavaliers de Cleveland          | [ 527 ] |
| Shaquille Harrison  | 24 février  | Jazz de l'Utah                  | [ 528 ] |
| Andre Roberson      | 24 février  | Nets de Brooklyn                | [ 529 ] |
| Glenn Robinson III  | 24 février  | Kings de Sacramento             | [ 530 ] |
| Iman Shumpert       | 24 février  | Nets de Brooklyn                | [ 529 ] |
| Noah Vonleh         | 24 février  | Nets de Brooklyn                | [ 529 ] |
| Jaylen Adams†       | 4 mars      | Bucks de Milwaukee              | [ 531 ] |
| Blake Griffin       | 5 mars      | Pistons de Détroit              | [ 532 ] |
| Mason Jones         | 8 mars      | Rockets de Houston              | [ 533 ] |
| LaMarcus Aldridge   | 25 mars     | Spurs de San Antonio            | [ 534 ] |
| Mfiondu Kabengele   | 25 mars     | Kings de Sacramento             | [ 535 ] |
| Jalen Lecque        | 25 mars     | Pacers de l'Indiana             | [ 536 ] |
| Meyers Leonard      | 25 mars     | Thunder d'Oklahoma City         | [ 537 ] |
| Jabari Parker       | 25 mars     | Kings de Sacramento             | [ 535 ] |
| Gorgui Dieng        | 26 mars     | Grizzlies de Memphis            | [ 538 ] |
| Andre Drummond      | 26 mars     | Cavaliers de Cleveland          | [ 539 ] |
| Jeff Teague         | 27 mars     | Magic d'Orlando                 | [ 540 ] |
| Marquese Chriss     | 28 mars     | Spurs de San Antonio            | [ 541 ] |
| Austin Rivers       | 28 mars     | Thunder d'Oklahoma City         | [ 542 ] |
| Terrance Ferguson   | 29 mars     | Knicks de New York              | [ 543 ] |
| Vincent Poirier     | 29 mars     | Knicks de New York              | [ 543 ] |
| DaQuan Jeffries     | 3 avril     | Kings de Sacramento             | [ 544 ] |
| Ben McLemore        | 3 avril     | Rockets de Houston              | [ 545 ] |
| Justin Patton†      | 3 avril     | Rockets de Houston              | [ 545 ] |
| Justin Jackson      | 5 avril     | Thunder d'Oklahoma City         | [ 546 ] |
| Khem Birch          | 8 avril     | Magic d'Orlando                 | [ 547 ] |
| Ignas Brazdeikis    | 8 avril     | 76ers de Philadelphie           | [ 548 ] |
| Darius Miller       | 8 avril     | Thunder d'Oklahoma City         | [ 549 ] |
| Jerome Robinson     | 8 avril     | Wizards de Washington           | [ 550 ] |
| Gary Clark          | 9 avril     | Nuggets de Denver               | [ 464 ] |
| Patrick McCaw       | 9 avril     | Raptors de Toronto              | [ 551 ] |
| Greg Whittington†   | 9 avril     | Nuggets de Denver               | [ 464 ] |
| Will Magnay†        | 12 avril    | Pelicans de La Nouvelle-Orléans | [ 552 ] |
| Devin Cannady       | 13 avril    | Magic d'Orlando                 | ,       |
| Karim Mané†         | 13 avril    | Magic d'Orlando                 | ,       |
| Moritz Wagner       | 16 avril    | Celtics de Boston               | [ 555 ] |
| Brian Bowen†        | 23 avril    | Pacers de l'Indiana             | [ 556 ] |
| Myles Powell†       | 24 avril    | Knicks de New York              | [ 557 ] |
| Robert Franks       | 27 avril    | Magic d'Orlando                 | [ 558 ] |
| Chris Silva         | 28 avril    | Kings de Sacramento             | [ 559 ] |
| Donta Hall          | 2 mai       | Magic d'Orlando                 | [ 560 ] |
| Devin Cannady       | 4 mai       | Magic d'Orlando                 | [ 561 ] |
| Mason Jones         | 6 mai       | 76ers de Philadelphie           | [ 562 ] |
| Rodions Kurucs      | 12 mai      | Bucks de Milwaukee              | [ 563 ] |
| DaQuan Jeffries     | 13 mai      | Rockets de Houston              | [ 564 ] |

- † Two-way contract

#### Joueurs partis à l'étranger
| Joueur              | Date de signature | Nouvelle équipe               | Nouveau pays       | Équipe NBA                      | Cause départ NBA      | Réf.    |
| ------------------- | ----------------- | ----------------------------- | ------------------ | ------------------------------- | --------------------- | ------- |
| William Howard      | 16 juillet        | ASVEL                         | France             | Rockets de Houston              | Agent libre restreint | [ 565 ] |
| Ante Žižić          | 25 août           | Maccabi Tel-Aviv              | Israël             | Cavaliers de Cleveland          | Agent libre           | [ 566 ] |
| Johnathan Williams  | 6 septembre       | Galatasaray S.K.              | Turquie            | Wizards de Washington           | Agent libre           | [ 567 ] |
| Kevin Hervey        | 22 septembre      | Lokomotiv Kouban-Krasnodar    | Russie             | Thunder d'Oklahoma City         | Agent libre restreint | [ 568 ] |
| Dragan Bender       | 23 septembre      | Maccabi Tel-Aviv              | Israël             | Warriors de Golden State        | Agent libre           | [ 569 ] |
| Devon Hall          | 29 octobre        | Brose Bamberg                 | Allemagne          | Thunder d'Oklahoma City         | Agent libre           | [ 570 ] |
| Marco Belinelli     | 26 novembre       | Virtus Bologne                | Italie             | Spurs de San Antonio            | Agent libre           | [ 571 ] |
| Kyle Alexander      | 2 décembre        | Baloncesto Fuenlabrada        | Espagne            | Heat de Miami                   | Agent libre restreint | [ 572 ] |
| Vic Law             | 4 décembre        | Brisbane Bullets              | Australie          | Magic d'Orlando                 | Agent libre restreint | [ 573 ] |
| Wilson Chandler     | 8 décembre        | Zhejiang Lions                | Chine              | Nets de Brooklyn                | Agent libre           | [ 574 ] |
| Marko Gudurić       | 18 décembre       | Fenerbahçe SK                 | Turquie            | Grizzlies de Memphis            | Agent libre           | [ 575 ] |
| Derrick Walton      | 18 décembre       | ASVEL                         | France             | 76ers de Philadelphie           | Agent libre           | [ 576 ] |
| Jordan McRae        | 27 décembre       | Beijing Ducks                 | Chine              | Pistons de Détroit              | Agent libre           | [ 577 ] |
| Nick Young          | 28 décembre       | Zhejiang Guangsha Lions       | Chine              | Nuggets de Denver               | Agent libre           | [ 578 ] |
| Amile Jefferson     | 29 décembre       | Galatasaray SK                | Grèce              | Celtics de Boston               | Agent libre           | [ 579 ] |
| Jerian Grant        | 31 décembre       | Promithéas Patras             | Grèce              | Rockets de Houston              | Agent libre           | [ 580 ] |
| Nigel Williams-Goss | 5 janvier         | Lokomotiv Kouban-Krasnodar    | Russie             | Jazz de l'Utah                  | Agent libre           | [ 581 ] |
| Marial Shayok       | 6 janvier         | Bursaspor                     | Turquie            | 76ers de Philadelphie           | Agent libre           | [ 582 ] |
| Džanan Musa         | 13 janvier        | Anadolu Efes                  | Turquie            | Pistons de Détroit              | Agent libre           | [ 583 ] |
| Kyle O'Quinn        | 20 janvier        | Fenerbahçe SK                 | Turquie            | 76ers de Philadelphie           | Agent libre           | [ 584 ] |
| J. J. Barea         | 23 janvier        | Movistar Estudiantes          | Espagne            | Mavericks de Dallas             | Agent libre           | [ 585 ] |
| Cheick Diallo       | 2 février         | Avtodor Saratov               | Russie             | Suns de Phoenix                 | Agent libre           | [ 586 ] |
| Ryan Broekhoff      | 15 février        | South East Melbourne Phoenix  | Australie          | 76ers de Philadelphie           | Agent libre           | [ 587 ] |
| Mario Hezonja       | 22 février        | Panathinaïkos                 | Grèce              | Grizzlies de Memphis            | Agent libre           | [ 588 ] |
| Pau Gasol           | 23 février        | FC Barcelone                  | Espagne            | Bucks de Milwaukee              | Agent libre           | [ 589 ] |
| Shamorie Ponds      | 23 février        | Spars Sarajevo                | Bosnie-Herzégovine | Raptors de Toronto              | Agent libre           | [ 590 ] |
| Johnathan Motley    | 28 février        | Incheon Electroland Elephants | Corée du Sud       | Suns de Phoenix                 | Agent libre           | [ 591 ] |
| Jaylen Adams        | 8 mars            | Promithéas Patras             | Grèce              | Bucks de Milwaukee              | Agent libre           | [ 592 ] |
| Bruno Caboclo       | 26 mars           | Limoges CSP                   | France             | Rockets de Houston              | Agent libre           | [ 593 ] |
| Vincent Poirier     | 12 avril          | Real Madrid                   | Espagne            | Knicks de New York              | Agent libre           | [ 594 ] |
| Will Magnay         | 6 mai             | Perth Wildcats                | Australie          | Pelicans de La Nouvelle-Orléans | Agent libre           | [ 595 ] |

#### Joueurs non retenus
Tous les joueurs listés ci-dessous ne seront pas dans le roster de début de saison, à la suite du camp d'entraînement.
| Hawks d'Atlanta | Celtics de Boston                                                                  | Nets de Brooklyn                                                                                          | Hornets de Charlotte                                                                                               | Bulls de Chicago |
| --- | ---------------------------------------------------------------------------------- | --- | --- | --- |
| | - Amile Jefferson                                                                  | - Jordan Bowden - Chris Chiozza - Paul Eboua - Kaiser Gates - Jeremiah Martin - Élie Okobo - Nate Sestina | - Keandre Cook - Javin DeLaurier - Xavier Sneed - Kahlil Whitney                                                   | - Zach Norvell Jr. - Simisola Shittu - Noah Vonleh                                                                                           |
| Cavaliers de Cleveland | Mavericks de Dallas                                                                | Nuggets de Denver                                                                                         | Pistons de Détroit                                                                                                 | Warriors de Golden State |
| - Charles Matthews - Matt Mooney - Norvel Pelle - Levi Randolph | - J. J. Barea - Freddie Gillespie - Courtney Lee - Devonte Patterson               | | - LiAngelo Ball - Louis King - Anthony Lamb - Džanan Musa                                                          | - Eli Pemberton - Dwayne Sutton - Juan Toscano-Anderson - Axel Toupane - Kaleb Wesson                                                        |
| Rockets de Houston | Pacers de l'Indiana                                                                | Clippers de Los Angeles                                                                                   | Lakers de Los Angeles                                                                                              | Grizzlies de Memphis |
| - Jerian Grant - Gerald Green - William McDowell-White - Trey Mourning - Trevelin Queen - Josh Reaves - Kenny Wooten                                                 | - Amida Brimah - Josh Gray - Rayshaun Hammonds - Naz Mitrou-Long - Devin Robinson  | - Ky Bowman - Malik Fitts - Jordan Ford - Joakim Noah - Rayjon Tucker                                     | - Kevon Harris - Zavier Simpson - Tres Tinkle                                                                      | - Bennie Boatwright - Shaq Buchanan - Ahmad Caver - Marko Gudurić - Mario Hezonja - Zhaire Smith - Jahlil Tripp - Christian Vital            |
| Heat de Miami | Bucks de Milwaukee                                                                 | Timberwolves du Minnesota                                                                                 | Pelicans de La Nouvelle-Orléans                                                                                    | Knicks de New York |
| - Paul Eboua - B. J. Johnson - Breein Tyree | - Treveon Graham - E. J. Montgomery - Justin Patton - Nik Stauskas                 | - Charlie Brown - Zylan Cheatham - Tyler Cook - Rondae Hollis-Jefferson - Ade Murkey                      | - Rawle Alkins - Ike Anigbogu - Tony Carr - Jarrod Uthoff - Justin Wright-Foreman                                  | - Bryce Brown - Jacob Evans - Tyler Hall - Michael Kidd-Gilchrist - Louis King - Skal Labissière - Myles Powell - Andrew White - James Young |
| Thunder d'Oklahoma City | Magic d'Orlando                                                                    | 76ers de Philadelphie                                                                                     | Suns de Phoenix | Trail Blazers de Portland |
| - Zylan Cheatham - Antonius Cleveland - Melvin Frazier - Josh Gray - Jaylen Hoard - Frank Jackson - T. J. Leaf - Chasson Randle - Admiral Schofield - Ömer Yurtseven | - Devin Cannady - Jeff Dowtin - Robert Franks - Jon Teske                          | - Justin Anderson - Ryan Broekhoff - Lamine Diane - Frank Mason III - Justin Robinson - Derrick Walton    | - Johnathan Motley                                                                                                 | |
| Kings de Sacramento | Spurs de San Antonio                                                               | Raptors de Toronto                                                                                        | Jazz de l'Utah | Wizards de Washington |
| - Vincent Edwards - Frank Kaminsky - Quinton Rose - Chimezie Metu | - Kylor Kelley - London Perrantes - Cameron Reynolds - Khyri Thomas - Tyler Zeller | - Oshae Brissett - Henry Ellenson - Dewan Hernandez - Alize Johnson - Tres Tinkle - Breein Tyree          | - Trevon Bluiett - Yogi Ferrell - Romaro Gill - Malcolm Miller - Trevon Scott - Jake Toolson - Nigel Williams-Goss | - Jordan Bell - Yoeli Childs - Caleb Homesley - Marlon Taylor                                                                                |

## Draft

### Premier tour
| Numéro | Nom                | Date de signature | Équipe                          | Équipe précédente                | Réf.    |
| ------ | ------------------ | ----------------- | ------------------------------- | -------------------------------- | ------- |
| 1      | Anthony Edwards    | 2 décembre        | Timberwolves du Minnesota       | Bulldogs de la Géorgie           | [ 596 ] |
| 2      | James Wiseman      | 26 novembre       | Warriors de Golden State        | Tigers de Memphis                | [ 597 ] |
| 3      | LaMelo Ball        | 30 novembre       | Hornets de Charlotte            | Illawarra Hawks                  | [ 598 ] |
| 4      | Patrick Williams   | 21 novembre       | Bulls de Chicago                | Seminoles de Florida State       | [ 599 ] |
| 5      | Isaac Okoro        | 21 novembre       | Cavaliers de Cleveland          | Tigers d'Auburn                  | [ 600 ] |
| 6      | Onyeka Okongwu     | 24 novembre       | Hawks d'Atlanta                 | Trojans d'USC                    | [ 420 ] |
| 7      | Killian Hayes      | 30 novembre       | Pistons de Détroit              | Ratiopharm Ulm                   | [ 601 ] |
| 8      | Obi Toppin         | 23 novembre       | Knicks de New York              | Flyers de Dayton                 | [ 602 ] |
| 9      | Deni Avdija        | 1er décembre      | Wizards de Washington           | Maccabi Tel-Aviv                 | [ 603 ] |
| 10     | Jalen Smith        | 24 novembre       | Suns de Phoenix                 | Terrapins du Maryland            | [ 415 ] |
| 11     | Devin Vassell      | 27 novembre       | Spurs de San Antonio            | Seminoles de Florida State       | [ 604 ] |
| 12     | Tyrese Haliburton  | 26 novembre       | Kings de Sacramento             | Cyclones d'Iowa State            | [ 605 ] |
| 13     | Kira Lewis Jr.     | 30 novembre       | Pelicans de La Nouvelle-Orléans | Crimson Tide de l'Alabama        | [ 606 ] |
| 14     | Aaron Nesmith      | 24 novembre       | Celtics de Boston               | Commodores de Vanderbilt         | [ 607 ] |
| 15     | Cole Anthony       | 21 novembre       | Magic d'Orlando                 | Tar Heels de la Caroline du Nord | [ 608 ] |
| 16     | Isaiah Stewart     | 30 novembre       | Pistons de Détroit              | Huskies de Washington            | [ 601 ] |
| 17     | Aleksej Pokuševski | 9 décembre        | Thunder d'Oklahoma City         | Olympiakós                       | [ 609 ] |
| 18     | Josh Green         | 30 novembre       | Mavericks de Dallas             | Wildcats de l'Arizona            | [ 610 ] |
| 19     | Saddiq Bey         | 30 novembre       | Pistons de Détroit              | Wildcats de Villanova            | [ 601 ] |
| 20     | Precious Achiuwa   | 25 novembre       | Heat de Miami                   | Tigers de Memphis                | [ 611 ] |
| 21     | Tyrese Maxey       | 3 décembre        | 76ers de Philadelphie           | Wildcats du Kentucky             | [ 612 ] |
| 22     | Zeke Nnaji         | 1er décembre      | Nuggets de Denver               | Wildcats de l'Arizona            | [ 613 ] |
| 23     | Leandro Bolmaro    | -                 | Timberwolves du Minnesota       | FC Barcelone                     | [ 614 ] |
| 24     | R. J. Hampton      | 1er décembre      | Nuggets de Denver               | New Zealand Breakers             | [ 613 ] |
| 25     | Immanuel Quickley  | 28 novembre       | Knicks de New York              | Wildcats du Kentucky             | [ 615 ] |
| 26     | Payton Pritchard   | 24 novembre       | Celtics de Boston               | Ducks de l'Oregon                | [ 607 ] |
| 27     | Udoka Azubuike     | 24 novembre       | Jazz de l'Utah                  | Jayhawks du Kansas               | [ 616 ] |
| 28     | Jaden McDaniels    | 2 décembre        | Timberwolves du Minnesota       | Huskies de Washington            | [ 596 ] |
| 29     | Malachi Flynn      | 1er décembre      | Raptors de Toronto              | Aztecs de San Diego State        | [ 617 ] |
| 30     | Desmond Bane       | 25 novembre       | Grizzlies de Memphis            | Horned Frogs de TCU              | [ 618 ] |

### Deuxième tour
| Numéro | Nom               | Date de signature | Équipe                    | Équipe précédente             | Réf.    |
| ------ | ----------------- | ----------------- | ------------------------- | ----------------------------- | ------- |
| 31     | Tyrell Terry      | 1er décembre      | Mavericks de Dallas       | Cardinal de Stanford          | [ 619 ] |
| 32     | Vernon Carey Jr.  | 30 novembre       | Hornets de Charlotte      | Blue Devils de Duke           | [ 620 ] |
| 33     | Daniel Oturu      | 28 novembre       | Clippers de Los Angeles   | Golden Gophers du Minnesota   | [ 621 ] |
| 34     | Théo Maledon      | 9 décembre        | Thunder d'Oklahoma City   | ASVEL Lyon-Villeurbanne       | [ 622 ] |
| 35     | Xavier Tillman    | 28 novembre       | Grizzlies de Memphis      | Spartans de Michigan State    | [ 623 ] |
| 36     | Tyler Bey         | 30 novembre       | Mavericks de Dallas       | Buffaloes du Colorado         | [ 624 ] |
| 37     | Vít Krejčí        | -                 | Thunder d'Oklahoma City   | Basket Saragosse              | [ 625 ] |
| 38     | Saben Lee         | 30 novembre       | Pistons de Détroit        | Commodores de Vanderbilt      | [ 601 ] |
| 39     | Elijah Hughes     | 24 novembre       | Jazz de l'Utah            | Orange de Syracuse            | [ 616 ] |
| 40     | Robert Woodard II | 1er décembre      | Kings de Sacramento       | Bulldogs de Mississippi State | [ 626 ] |
| 41     | Tre Jones         | 27 novembre       | Spurs de San Antonio      | Blue Devils de Duke           | [ 627 ] |
| 42     | Nick Richards     | 30 novembre       | Hornets de Charlotte      | Wildcats du Kentucky          | [ 628 ] |
| 43     | Jahmi'us Ramsey   | 4 décembre        | Kings de Sacramento       | Red Raiders de Texas Tech     | [ 629 ] |
| 44     | Marko Simonović   | -                 | Bulls de Chicago          | Mega Leks                     | [ 630 ] |
| 45     | Jordan Nwora      | 23 novembre       | Bucks de Milwaukee        | Cardinals de Louisville       | [ 631 ] |
| 46     | C. J. Elleby      | 22 novembre       | Trail Blazers de Portland | Cougars de Washington State   | [ 632 ] |
| 47     | Yam Madar         | -                 | Celtics de Boston         | Hapoël Tel-Aviv               | [ 633 ] |
| 48     | Nico Mannion      | 26 novembre       | Warriors de Golden State  | Wildcats de l'Arizona         | [ 634 ] |
| 49     | Isaiah Joe        | 3 décembre        | 76ers de Philadelphie     | Razorbacks de l'Arkansas      | [ 612 ] |
| 50     | Skylar Mays       | 24 novembre       | Hawks d'Atlanta           | Tigers de LSU                 | [ 420 ] |
| 51     | Justinian Jessup  | -                 | Warriors de Golden State  | Illawarra Hawks               | [ 635 ] |
| 52     | Kenyon Martin Jr. | 1er décembre      | Rockets de Houston        | IMG Academy                   | [ 636 ] |
| 53     | Cassius Winston   | 27 novembre       | Wizards de Washington     | Spartans de Michigan State    | [ 637 ] |
| 54     | Cassius Stanley   | 29 novembre       | Pacers de l'Indiana       | Blue Devils de Duke           | [ 638 ] |
| 55     | Jay Scrubb        | 23 novembre       | Clippers de Los Angeles   | John A. Logan College         | [ 639 ] |
| 56     | Grant Riller      | 30 novembre       | Hornets de Charlotte      | Cougars de Charleston         | [ 435 ] |
| 57     | Reggie Perry      | 27 novembre       | Nets de Brooklyn          | Bulldogs de Mississippi State | [ 640 ] |
| 58     | Paul Reed         | 3 décembre        | 76ers de Philadelphie     | Blue Demons de DePaul         | [ 612 ] |
| 59     | Jalen Harris      | 1er décembre      | Raptors de Toronto        | Wolf Pack du Nevada           | [ 211 ] |
| 60     | Sam Merrill       | 3 décembre        | Bucks de Milwaukee        | Aggies d'Utah State           | [ 641 ] |

### Drafts précédentes
| Draft | Numéro | Nom                  | Date de signature | Équipe                          | Équipe précédente            | Réf.    |
| ----- | ------ | -------------------- | ----------------- | ------------------------------- | ---------------------------- | ------- |
| 2019  | 16     | Chuma Okeke          | 16 novembre       | Magic d'Orlando                 | Magic de Lakeland (G League) | [ 642 ] |
| 2019  | 37     | Deividas Sirvydis    | 1er décembre      | Pistons de Détroit              | Hapoël Jérusalem (Israël)    | [ 643 ] |
| 2018  | 51     | Tony Carr            | 2 décembre        | Pelicans de La Nouvelle-Orléans | BayHawks d'Érié (G League)   | [ 644 ] |
| 2019  | 35     | Marcos Louzada Silva | 27 avril          | Pelicans de La Nouvelle-Orléans | Sydney Kings (Australie)     | [ 645 ] |